# Église Notre-Dame de Dijon
Pour les articles homonymes, voir Église Notre-Dame.
L’église Notre-Dame de Dijon, considérée comme un chef-d'œuvre d'architecture gothique du XIIIe siècle, est située au cœur des 97 hectares du secteur sauvegardé de Dijon, inscrit depuis le 4 juillet 2015 au patrimoine mondial de l'UNESCO. Elle s'élève place Notre-Dame, à proximité du Palais des ducs et des États de Bourgogne et en face de la rue Musette. On estime que l'édifice actuel a été construit des années 1220 aux années 1250 environ.
Cette église abrite la statue de Notre-Dame de Bon-Espoir, auparavant appelée Vierge noire. Elle s'orne aussi de deux symboles de la ville de Dijon : le Jacquemart et la chouette.
L'église a été classée au titre des monuments historiques par la liste de 1840.
La chapelle de l'Assomption, la sacristie et la galerie les reliant à l'église sont inscrites au titre des monuments historiques depuis le 5 juillet 2002.

## Histoire
À l'emplacement de Notre-Dame se trouvait à l'origine, avant la seconde moitié du XIIe siècle, une simple chapelle, située hors de l'enceinte de la cité et dénommée chapelle Sainte-Marie. Elle se situait d'abord hors des murs de la ville, et ne devint une paroisse intra-muros qu'en 1137.
Vers 1150, la chapelle fut reconstruite dans le style roman. Elle joue un rôle éminent dans la vie officielle dijonnaise depuis l'octroi du statut communal en 1187. Elle devint alors le lieu de la prestation de serment du nouveau maire, et le lieu de conservation des archives communales, au-dessus du porche.
À sa place, les Dijonnais élevèrent à partir des années 1220 l'église gothique actuelle. Notre-Dame étant située au milieu d'un quartier populaire, la place faisait défaut et l'architecte, resté inconnu, usa de nombreuses techniques inédites pour ériger l'église. Par exemple, tout le poids de la charpente et de la toiture repose sur les piliers et non sur des arcs-boutants, permettant ainsi d'utiliser un maximum de surface au sol pour l'intérieur de l'édifice.
Dès le XVIIIe siècle, cette église a suscité l'admiration. Soufflot effectue des relevés, l'Académie la fait étudier. Vauban a dit de Notre-Dame qu'« il ne manquait à ce Temple auguste qu'une boîte pour l'enfermer ». Au XIXe siècle, Eugène Viollet-le-Duc a écrit dans son Dictionnaire raisonné de l'architecture française que Notre-Dame de Dijon était « un chef-d'œuvre de raison. »
L'église a été restaurée de 1865 à 1884 par les architectes parisiens Emile Boeswillwald, Eugène Millet et Charles Laisné, et non par Viollet-le-Duc comme il est parfois écrit par erreur. Les travaux consistèrent à rendre à Notre-Dame son aspect supposé d'origine. Pour cela, les constructions adventices furent supprimées, la tour de la croisée rétablie en tour lanterne. Toutes les sculptures abîmées furent refaites.

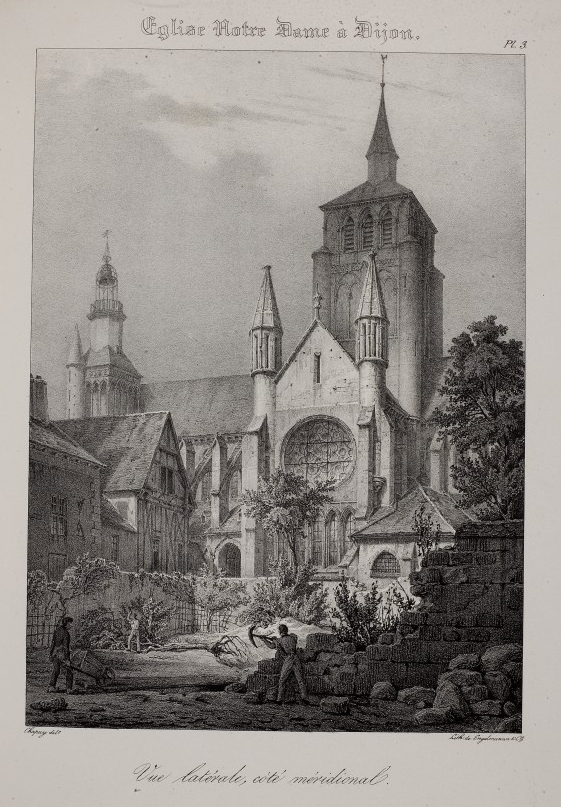
L'église Notre-Dame, avec son ancien clocher, au début du XIXe siècle
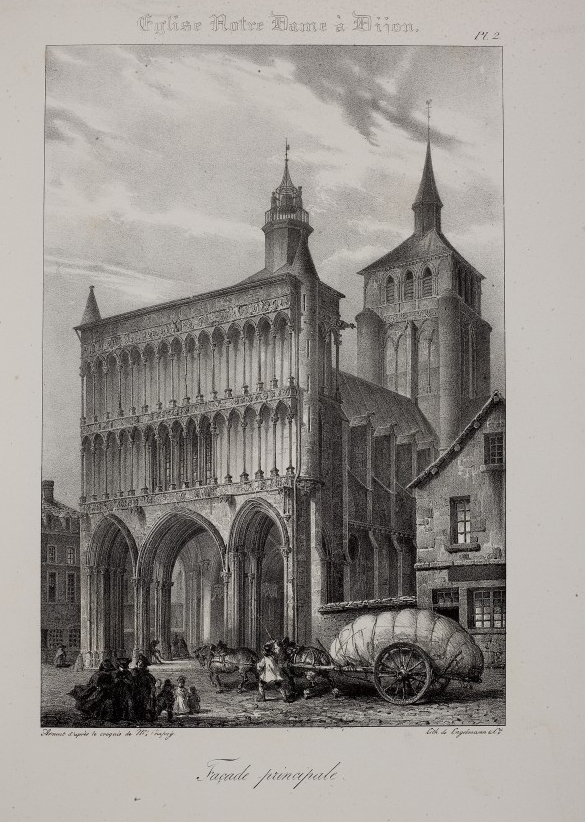
Façade occidentale au début du XIXe siècle
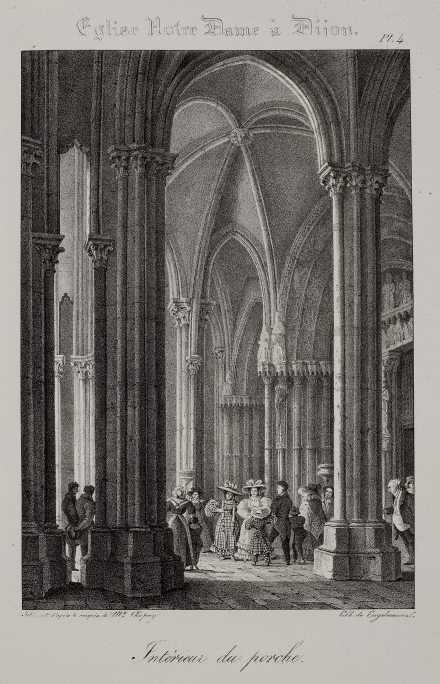
Intérieur du porche au début du XIXe siècle
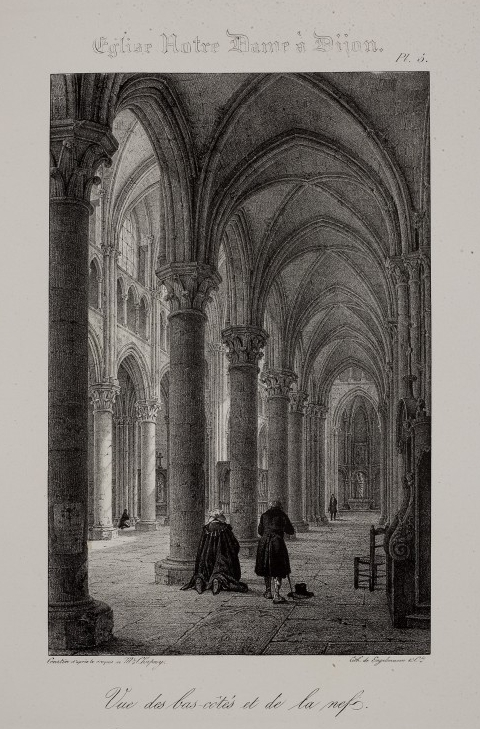
Le bas-côté sud et la nef au début du XIXe siècle
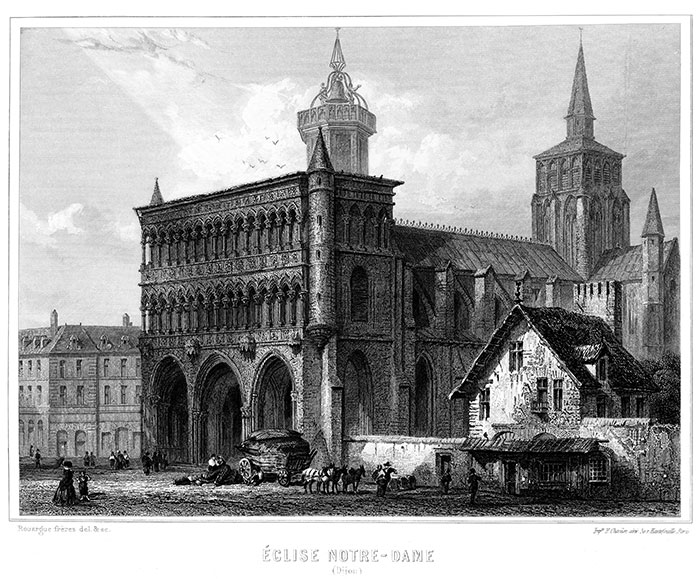
L'église en 1859
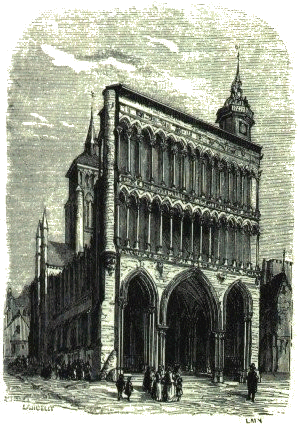
Notre-Dame telle qu'elle apparaissait jusqu'en 1865
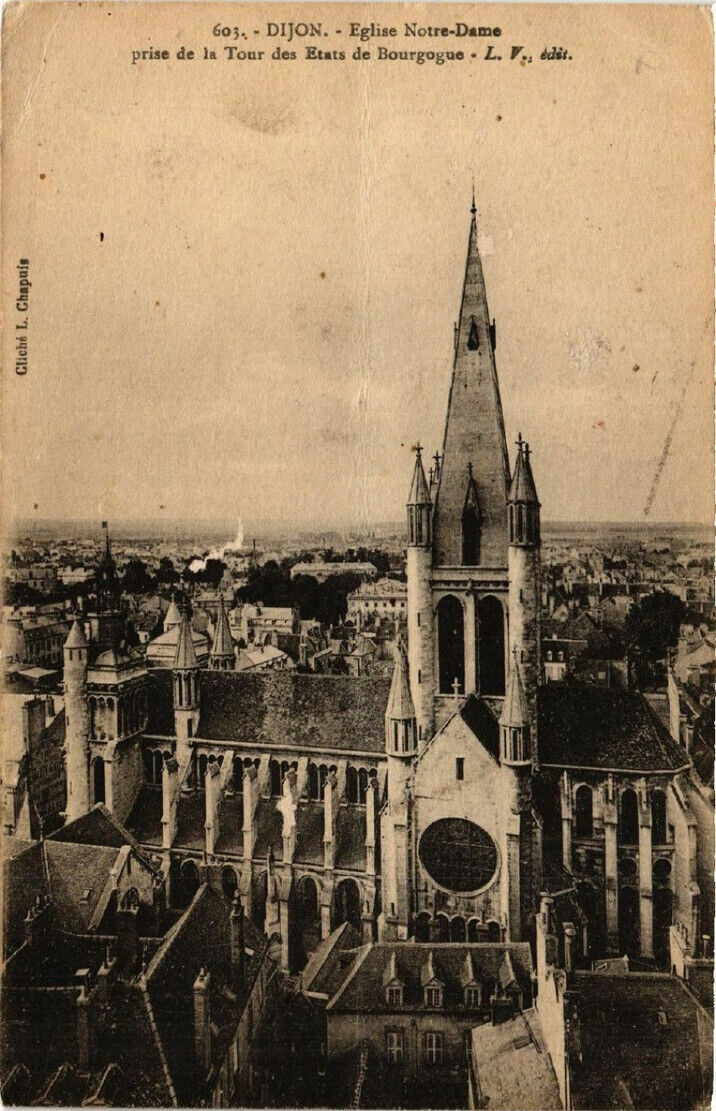
Le nouveau clocher et la flèche vers 1910

En 1969 et 1970, la flèche de Notre-Dame est restaurée, plus d'un siècle après la reconstruction du clocher.

## Architecture

### Dimensions

#### Extérieures
- Longueur totale : 65 mètres
- Largeur de la façade occidentale : 19,5 mètres
- Hauteur de la façade occidentale : 28,6 mètres
- Hauteur de la tour lanterne : 83,6 mètres[7].

#### Intérieures
- Longueur du porche : 6,2 mètres
- Longueur intérieure : 46,7 mètres
- Largeur intérieure : 17,2 mètres
- Largeur intérieure à la croisée du transept : 27,3 mètres
- Hauteur sous voûte de la nef et du chœur : 18,5 mètres
- Hauteur sous voûte des bas-côtés : 8,7 mètres

Plan de l'église
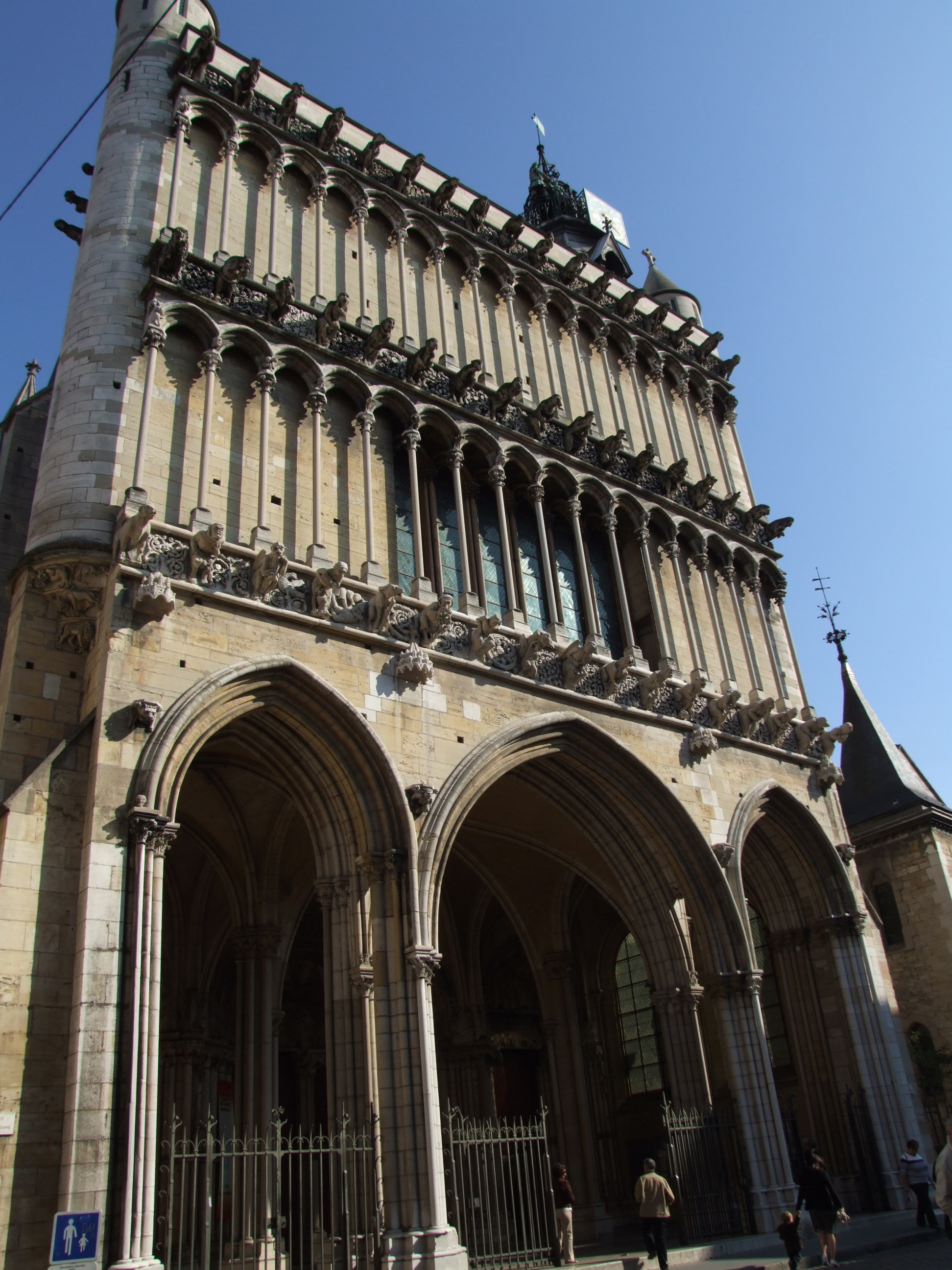
La façade occidentale
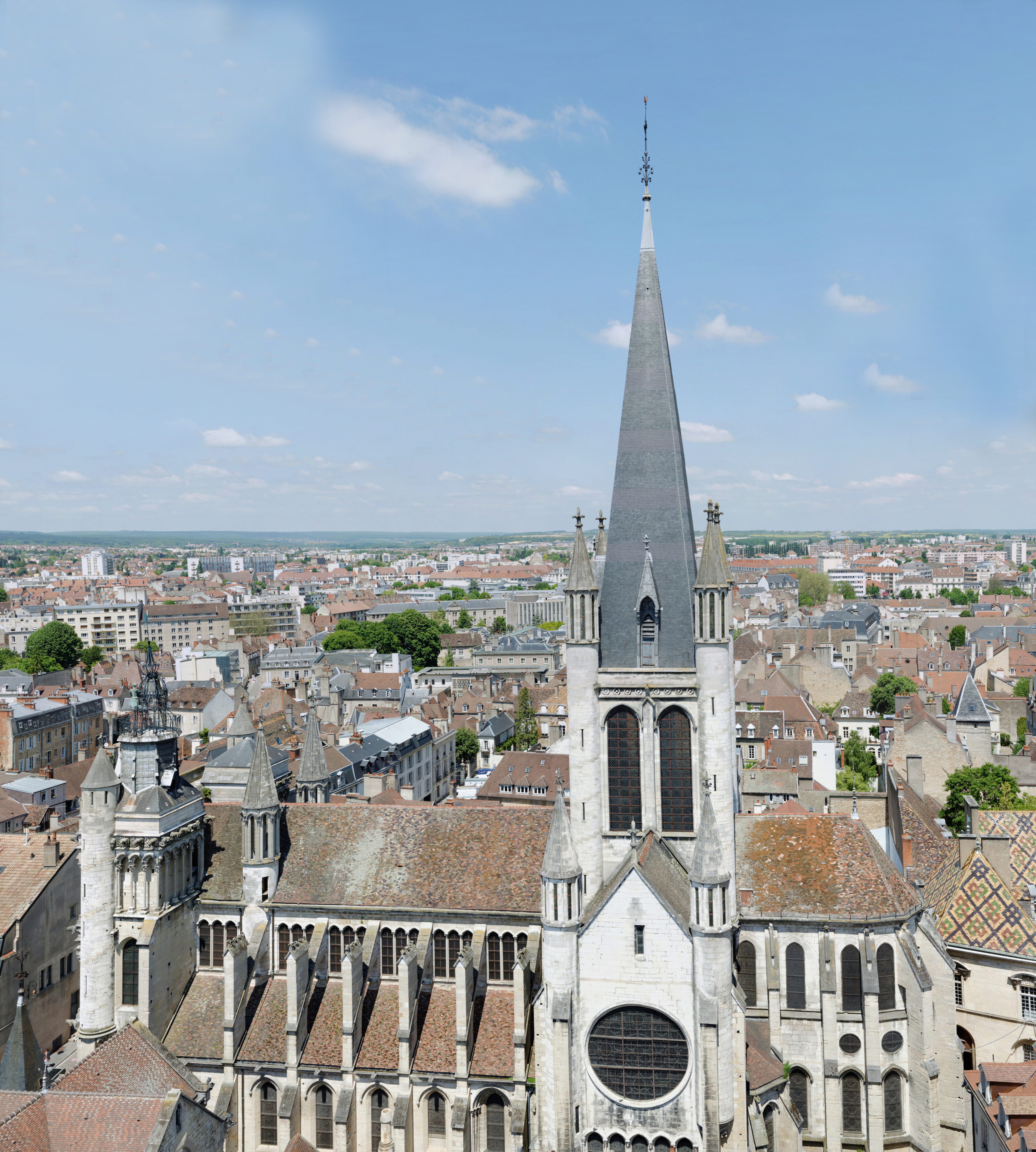
La tour lanterne
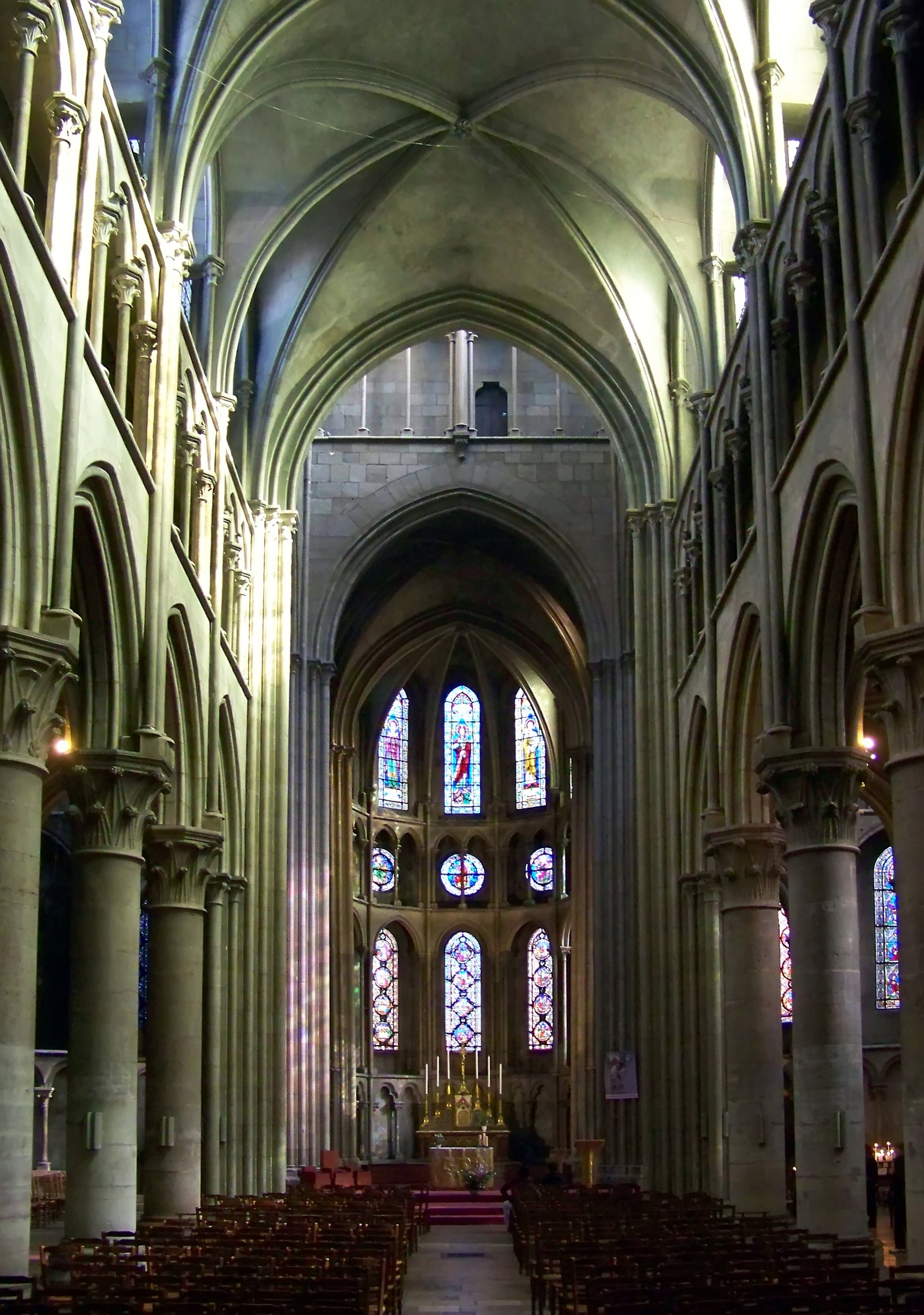
La nef
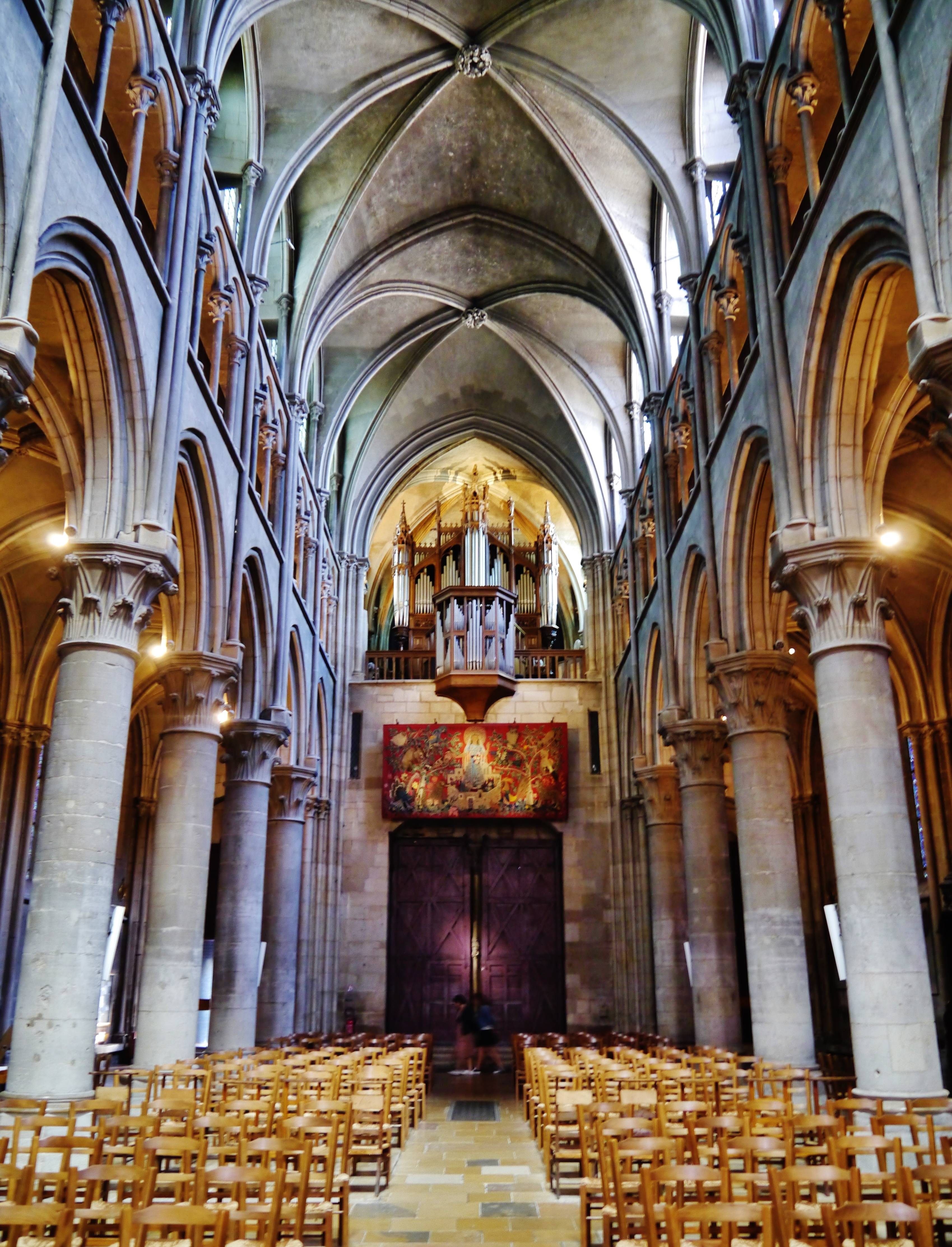
L'orgue

### L'architecture intérieure
Le plan est en croix latine orientée. Un porche précède la nef ; au-dessus se trouve une vaste tribune. Le vaisseau central, encadré de collatéraux, compte trois étages : six grandes arcades, soutenues par des piles cylindriques, puis un triforium dont la couverture de dalles constitue une galerie de circulation devant les fenêtres hautes.
Le transept est assez accentué. Ses pignons présentent un soubassement plein, puis cinq fenêtres en lancettes, au-dessus desquelles s'ouvre une rose. À la croisée du transept s'élève une tour lanterne, comportant un triforium, surmonté de huit grandes fenêtres.
Deux absidioles occupent l'angle des bras du transept et du chœur.
Le chœur comprend quatre étages : un soubassement orné d'arcades tréflées aveugles, puis un niveau de fenêtres en lancettes, puis un triforium, percé au XVIIe siècle de sept grands oculi, et un dernier niveau de fenêtres hautes. Le jeu subtil des vides (ouvertures) et des pleins (soubassement, triforium aveugle) allié aux voûtes sexpartites permettent de donner une impression monumentale à un espace relativement modeste.
La présence d'un jubé est mentionnée au XVIIe siècle, justifiée par l'existence d'une communauté de chapelains desservant la paroisse.

### La façade occidentale et le porche
Plusieurs historiens d'art ont signalé l'originalité de la façade occidentale. D'une planéité singulière, elle est en effet unique dans l'architecture gothique française. Elle constitue une sorte d'écran qui masque les dispositions intérieures de l'église. Mesurant environ 28,6 m de haut sur 19,5 m de large et 6,2 m de profondeur, elle compte trois niveaux d'élévation, dont le premier comporte trois grandes arcades, formant l'entrée d'un porche, dont les voûtes sont soutenues par deux rangs de piliers. Ce porche précède les trois portes de l'église, dont les voussures, le tympan et les ébrasements étaient ornés de statues et de sculptures, détruites en janvier 1794.
Au-dessus de ces arcades, la façade s'orne de deux galeries d'arcatures superposées, reposant chacune sur dix-sept colonnettes d'un seul morceau, couronnées d'un chapiteau, et soulignées par trois bandeaux ornés de fausses gargouilles alternant avec des métopes.
Cette façade est encadrée de contreforts d'angle, surmontés de tourelles d'escalier coiffées d'une toiture conique.
Au-dessus de la façade devaient s'élever initialement deux tours carrées, dont n'existent que les amorces. Sur la souche de la tour sud de la façade occidentale, un campanile supporte le Jacquemart.

### Les gargouilles de Notre-Dame de Dijon
Les cinquante et une « gargouilles » de la façade occidentale de Notre-Dame de Dijon sont seulement décoratives, car elles n'évacuent pas l'eau de pluie. L'église comporte de vraies gargouilles sur les murs gouttereaux et l'abside.
Selon le récit du moine Étienne de Bourbon, les gargouilles originelles sont restées peu de temps en place : elles ont été déposées dès 1240 environ, à la suite d'un accident mortel. En effet, un usurier trouva la mort sur le parvis de l'église alors qu'il allait se marier, après qu'une figure de pierre représentant justement un usurier se fut détachée, le tuant sur le coup. Les confrères de la victime auraient alors obtenu la destruction de toutes les fausses gargouilles de la façade. Seule demeura, comme témoin, la gargouille de l'angle supérieur droit, jusqu'aux années 1960, époque à laquelle elle fut remplacée. Certaines gravures du XIXe siècle ne la représentent pas, mais elle se voit sur des photographies prises avant 1880. Les gargouilles des côtés et du revers de la façade subsistèrent également.
Les fausses gargouilles (aussi appelées « chimères ») qui ornent actuellement la façade, et qui représentent des êtres humains, des animaux et des monstres, ont été réalisées de 1880 à 1882, lors de la restauration de l'église. Les archives attestent qu'elles sont l'œuvre de sept sculpteurs parisiens : Chapot, Corbel, Geoffroy, Lagoule dit Delagoule, Pascal, Thiébault et Tournier. Delagoule fut l'un de ceux qui réalisèrent le moins de sculptures. Les gargouilles de Notre-Dame ne sont donc pas dues au sculpteur Lagoule, contrairement à l'affirmation d'un historien dijonnais en 1910 , reprise encore aujourd'hui par certains dépliants touristiques et sites Internet.

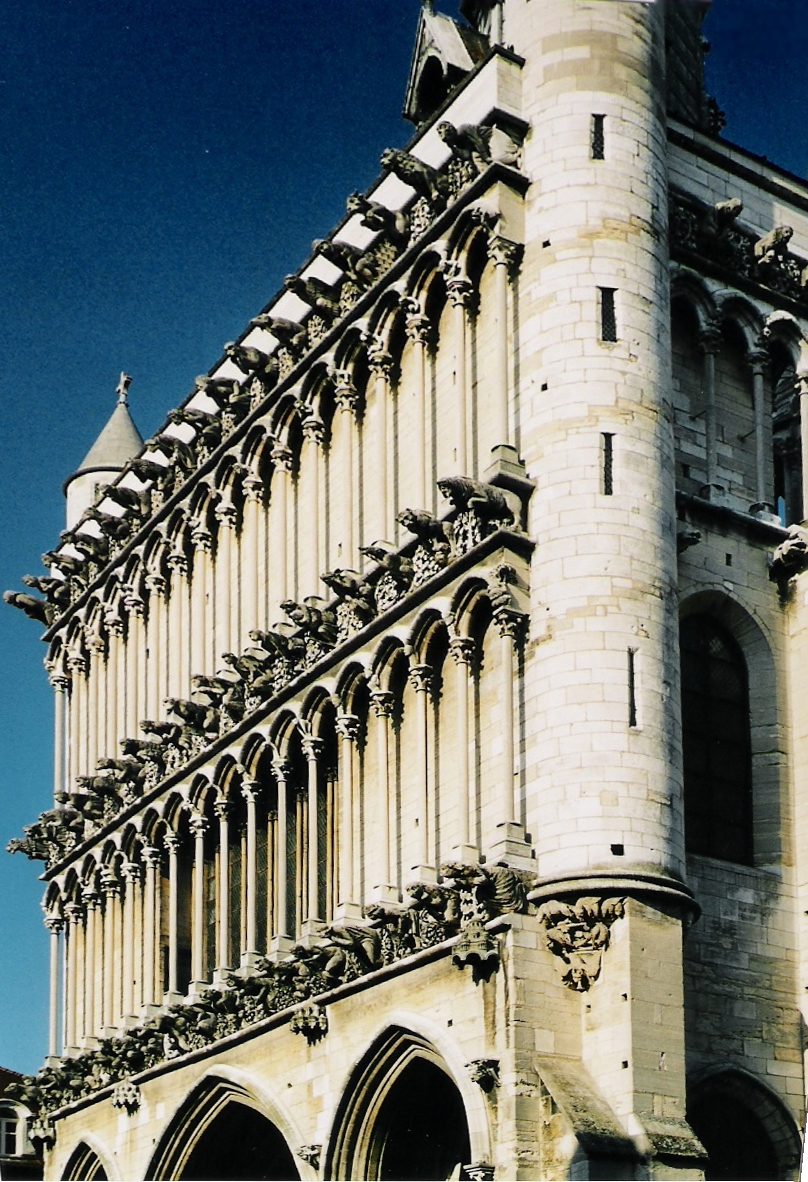
La façade occidentale de Notre-Dame et ses célèbres fausses gargouilles
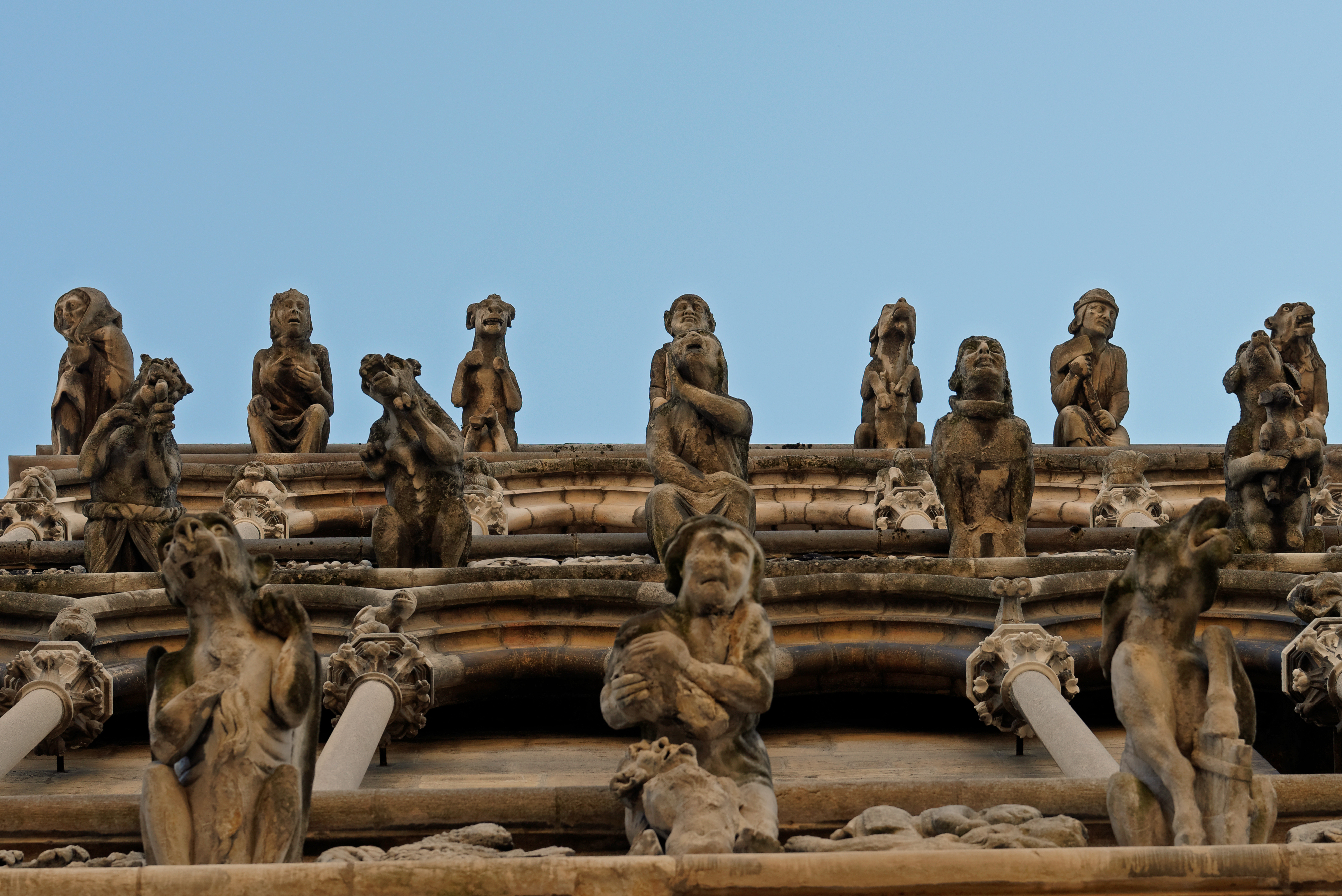
Détail de gargouilles

## Le Jacquemart de Notre-Dame de Dijon
Cette horloge est située sur un campanile qui s'élève sur l'amorce de la tour sud de la façade occidentale de Notre-Dame. Elle comporte quatre automates métalliques dont deux, nommés Jacquemart et Jacqueline, sonnent les heures avec un marteau sur une grosse cloche, les deux autres automates, leurs « enfants » Jacquelinet et Jacquelinette, frappant de quart d'heure en quart d'heure, chacun sur une petite cloche.
L'automate Jacquemart et la grosse cloche ont été ramenés de Courtrai, en Belgique, après le pillage de la ville par les armées de Philippe le Hardi en 1382. Cette année-là, le duc de Bourgogne partit en campagne afin de porter secours à son beau-père, le comte de Flandre, pris de court par une rébellion qui s'étendait entre Lille et Courtrai. La ville de Dijon avait fourni au duc mille hommes d'armes. Après la victoire bourguignonne, Philippe le Hardi s'empara à Courtrai, en novembre 1382, d'une horloge placée sur la tour des halles, munie d'un automate sonnant l'heure sur une cloche, qui passait pour une merveille. Il la fit démonter et l'offrit à Dijon, sa capitale. Ce qui restait de Courtrai fut livré au pillage.
La famille ducale et les Dijonnais se cotisèrent pour placer en 1383 l'horloge et l'automate au-dessus de la façade occidentale de l'église Notre-Dame. La cloche, qui s'était brisée lors du transport, fut refondue à Dijon et reçut le prénom de sa marraine, la duchesse Marguerite de Flandre.
L'étymologie du terme Jacquemart est incertaine ; ce nom n'est attesté, pour l'automate de Dijon, que depuis 1458.
Un second automate, figurant une femme, fut ajouté en 1651 à droite du campanile, pour sonner les heures alternativement avec Jacquemart. Les Dijonnais l'appelèrent Jacqueline.
En 1714, le poète dijonnais Aimé Piron demanda à la municipalité de donner des enfants aux époux. Cette année-là ou peu après, un enfant automate fut adjoint au couple pour sonner les demi-heures. Les Dijonnais le nommèrent Jacquelinet.
En 1884 fut ajoutée Jacquelinette, qui frappe les quarts d'heure avec son frère.

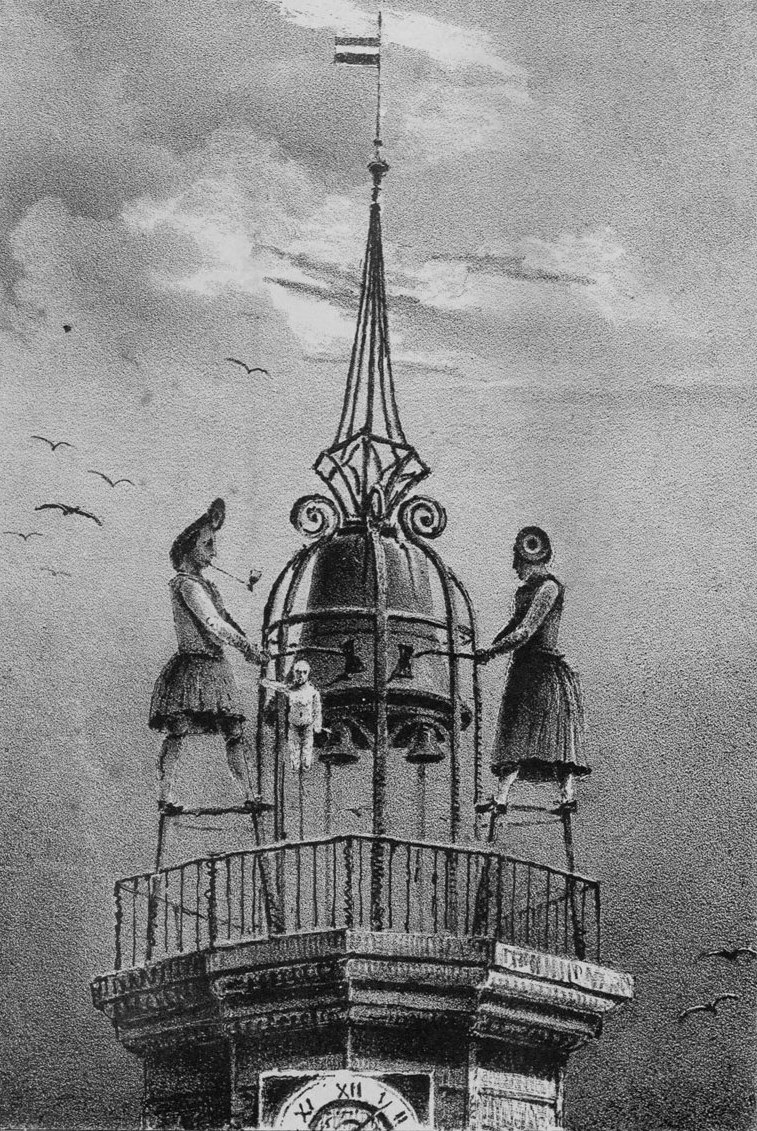
Illustration de la famille Jacquemart
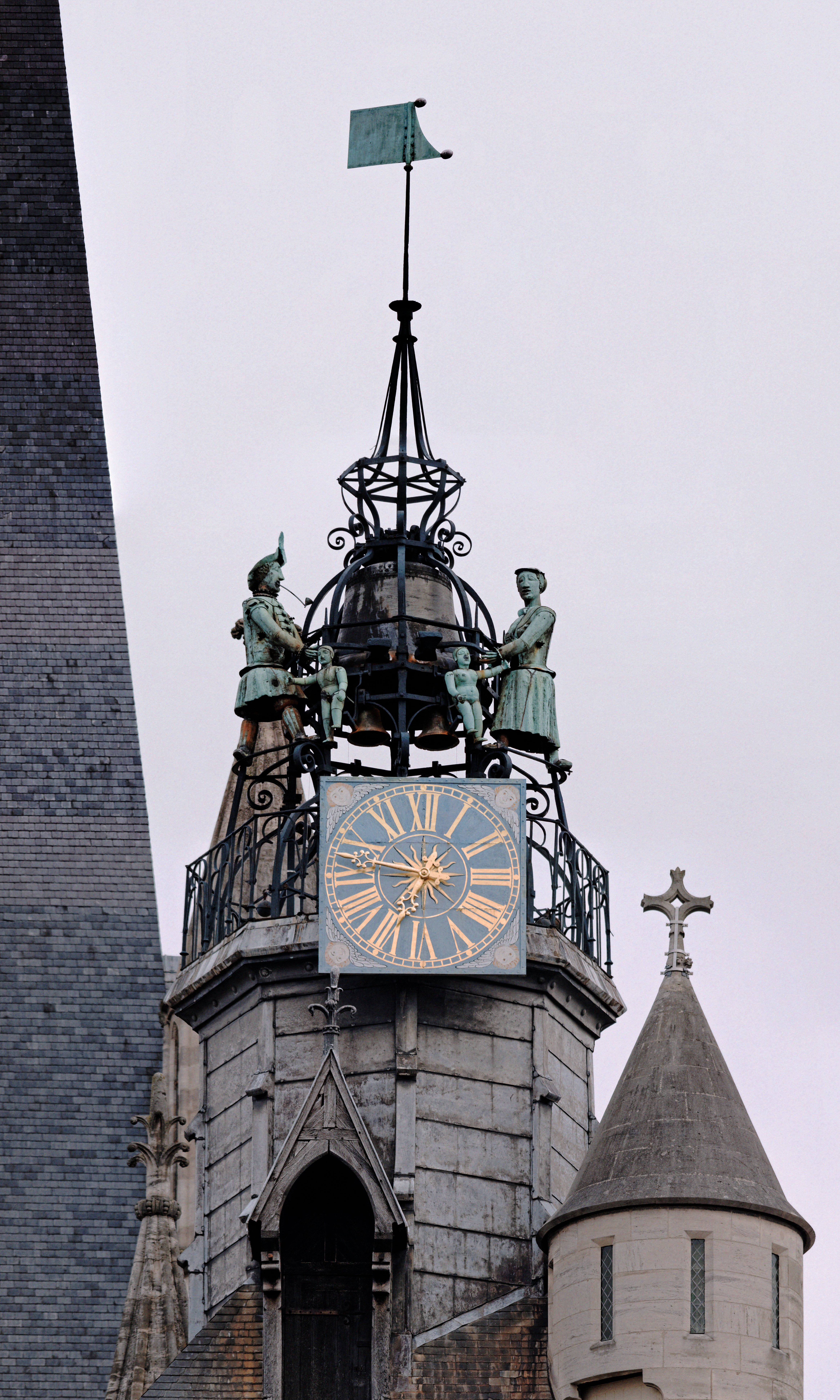
Le Jacquemart

## Les vitraux
L'église Notre-Dame fut dotée dès le XIIIe siècle de vitraux de grande qualité. Il n'en reste que cinq, dans les lancettes du bras nord du transept, réalisés vers 1235. De gauche à droite, les deux premiers représentent des épisodes de la vie de saint Pierre, et les trois suivants, des moments de la vie de saint André.
À partir de 1874, le peintre verrier parisien Édouard Didron réalisa de nouveaux vitraux inspirés des cinq d'origine. Jusqu'en 1897, il créa un ensemble de cinquante-huit verrières. Parmi elles, les plus grandes sont celles qui garnissent les deux roses des pignons nord et sud des bras du transept, mesurant 6 m de diamètre.

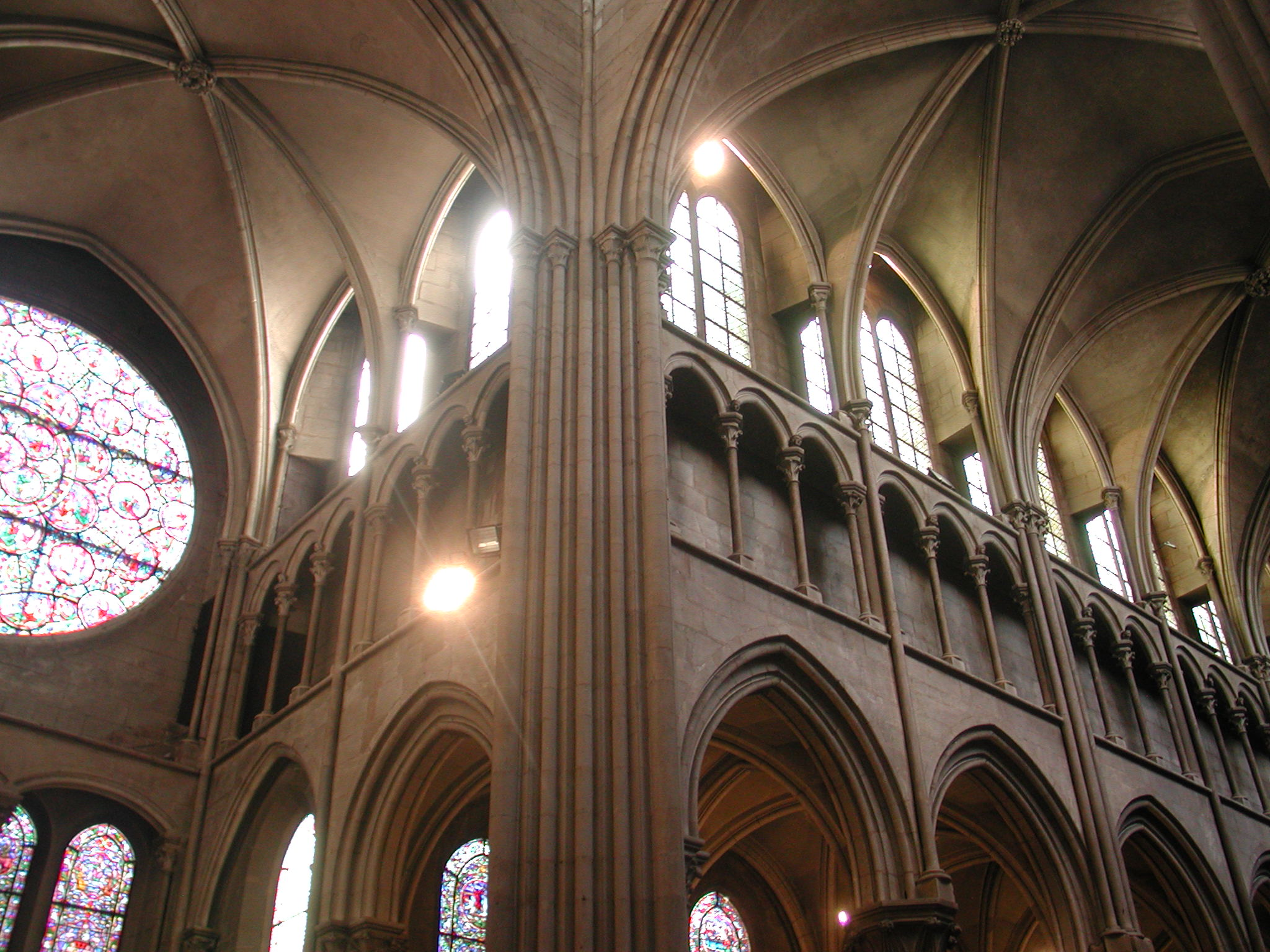
La rose sud, la croisée du transept et une partie de la nef
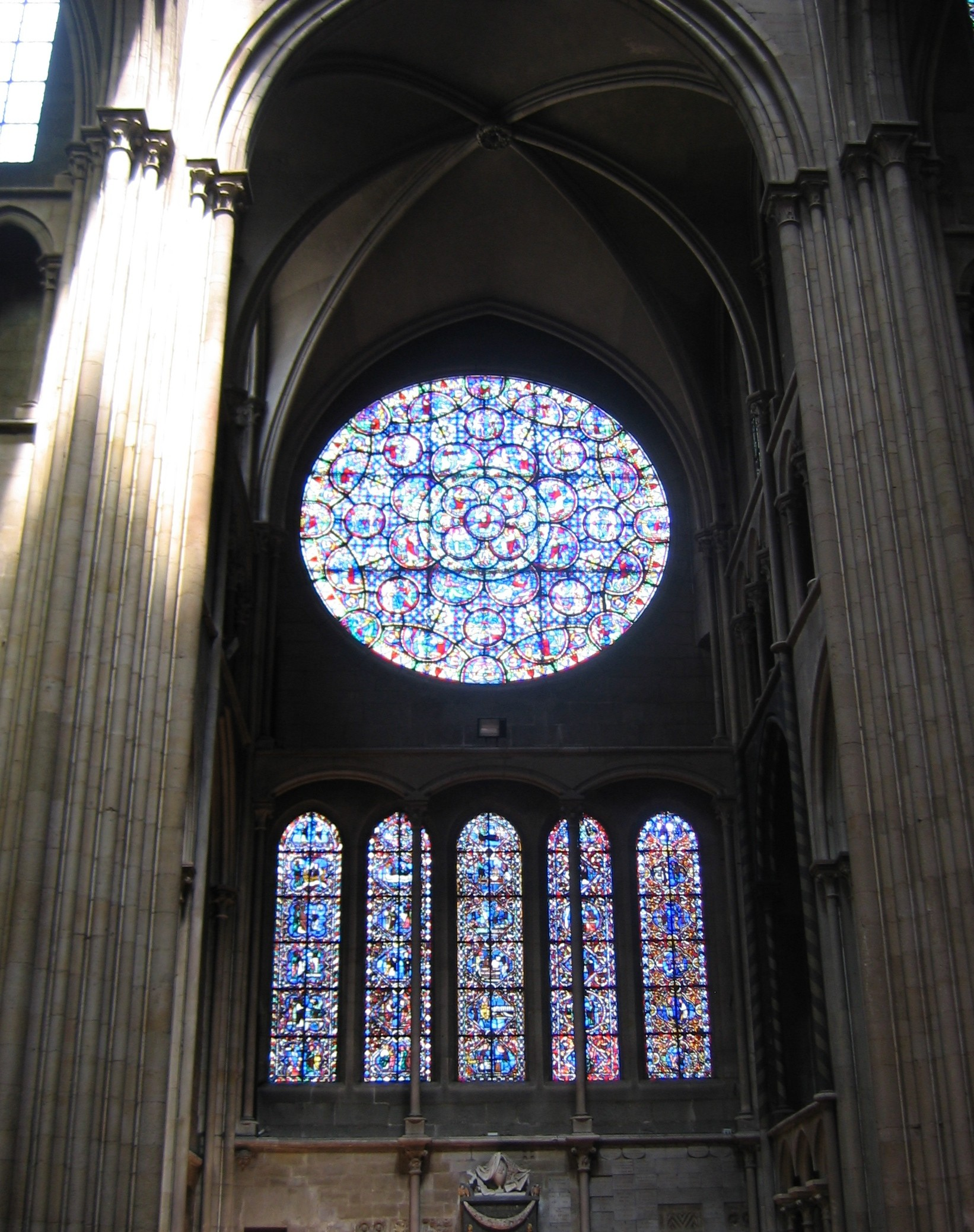
Rose et lancettes du bras nord du transept
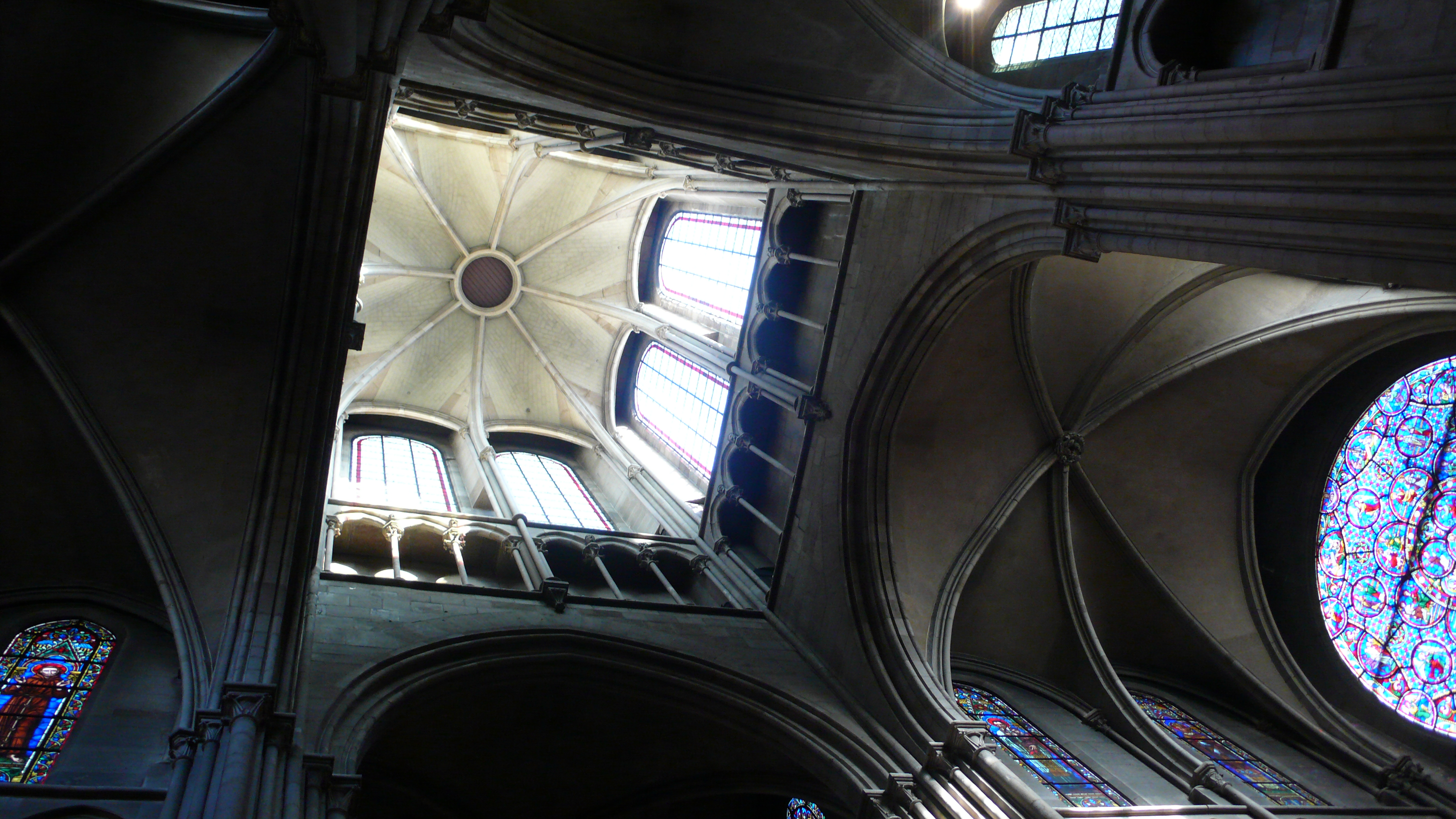
Croisée du transept
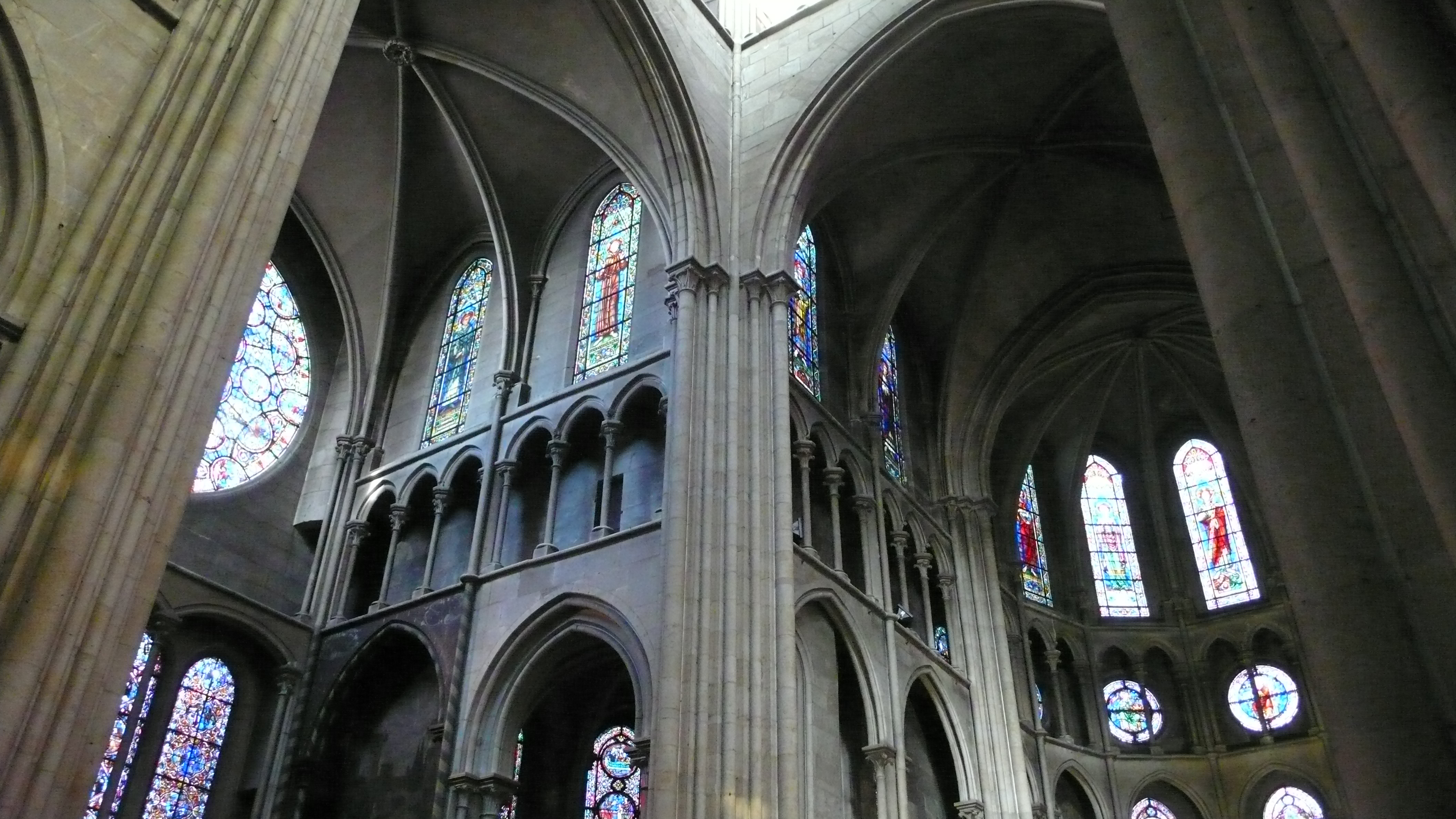
Le chœur et le bras nord du transept
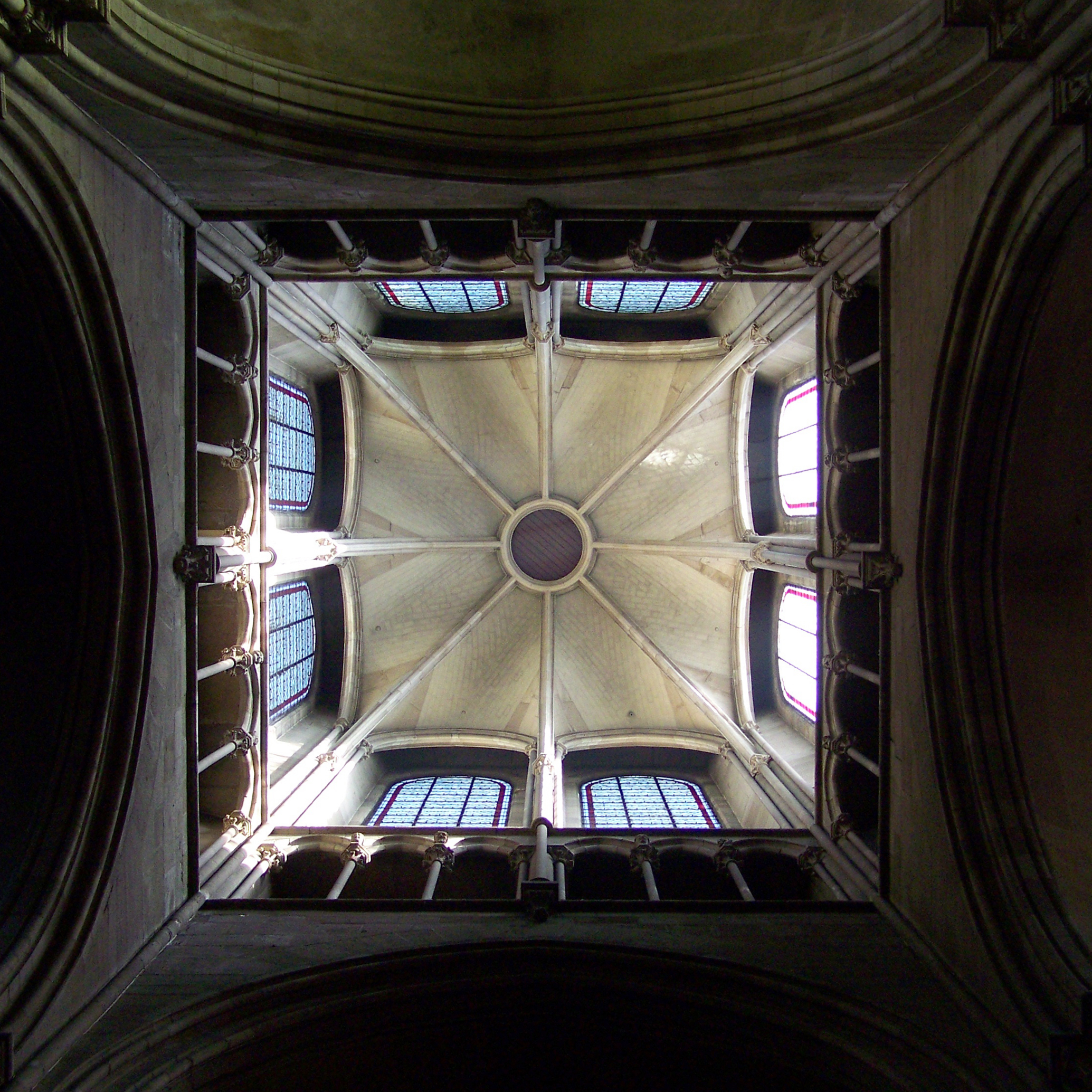
Intérieur de la tour lanterne
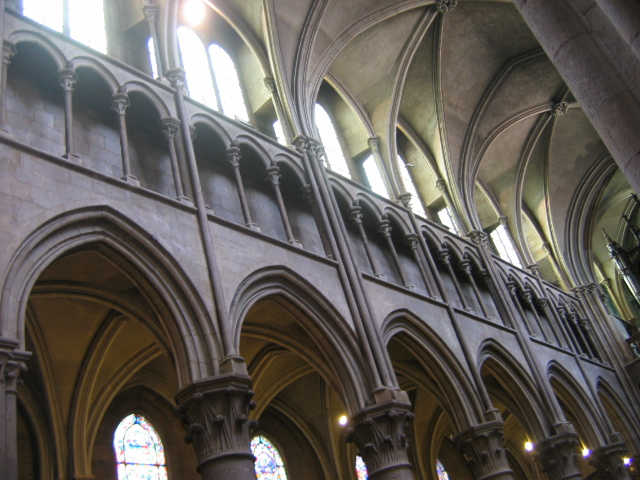
La nef, côté sud
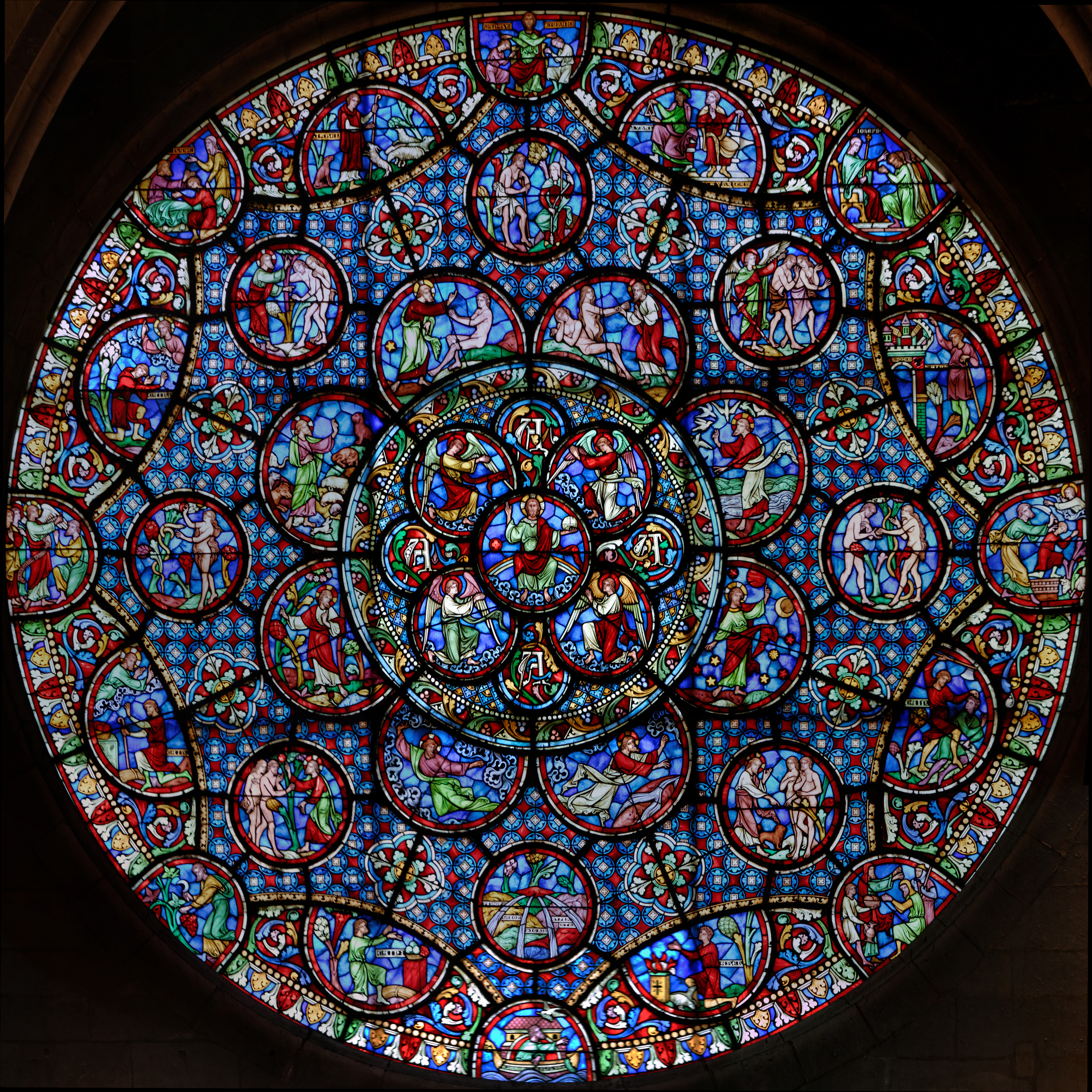
La rose nord
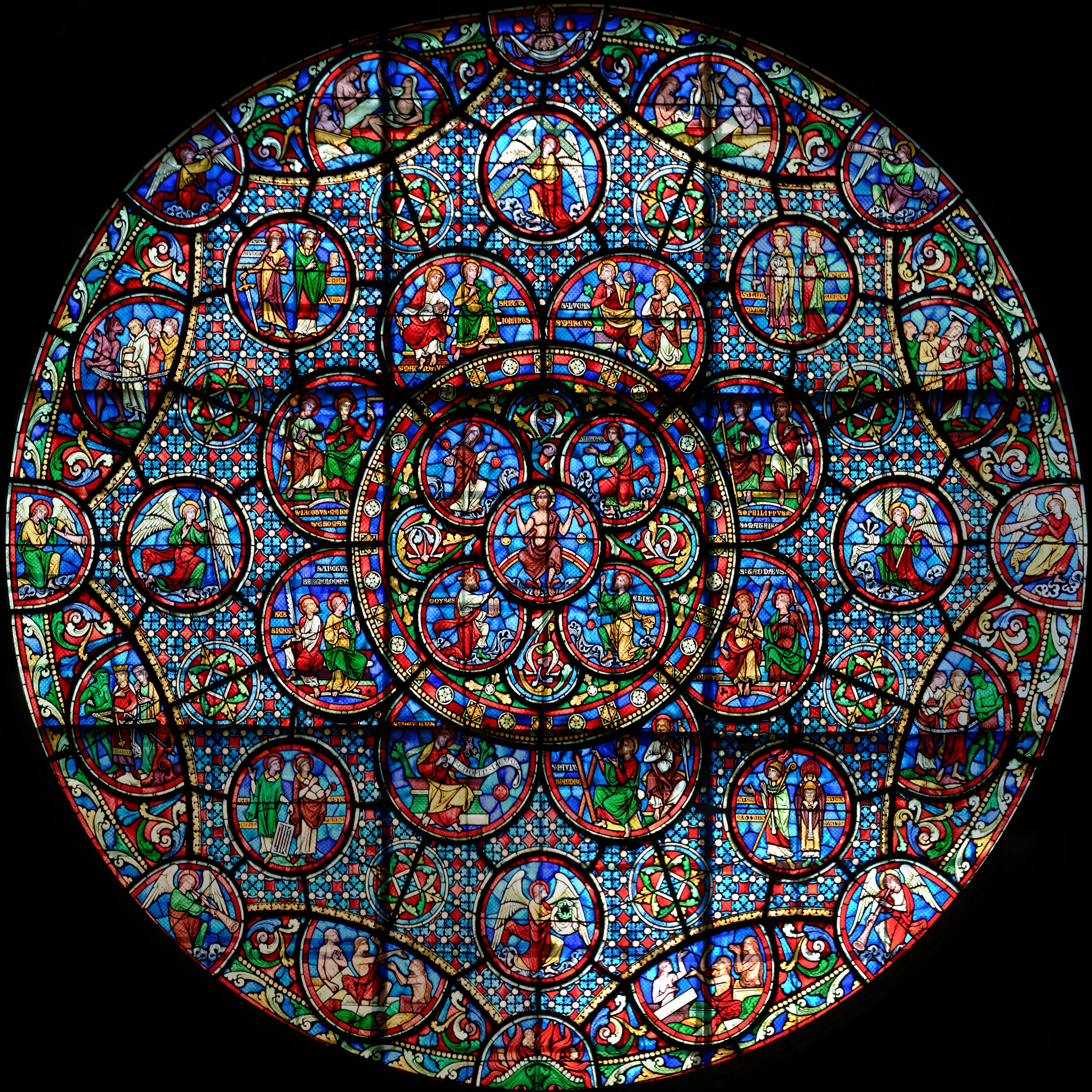
La rose sud
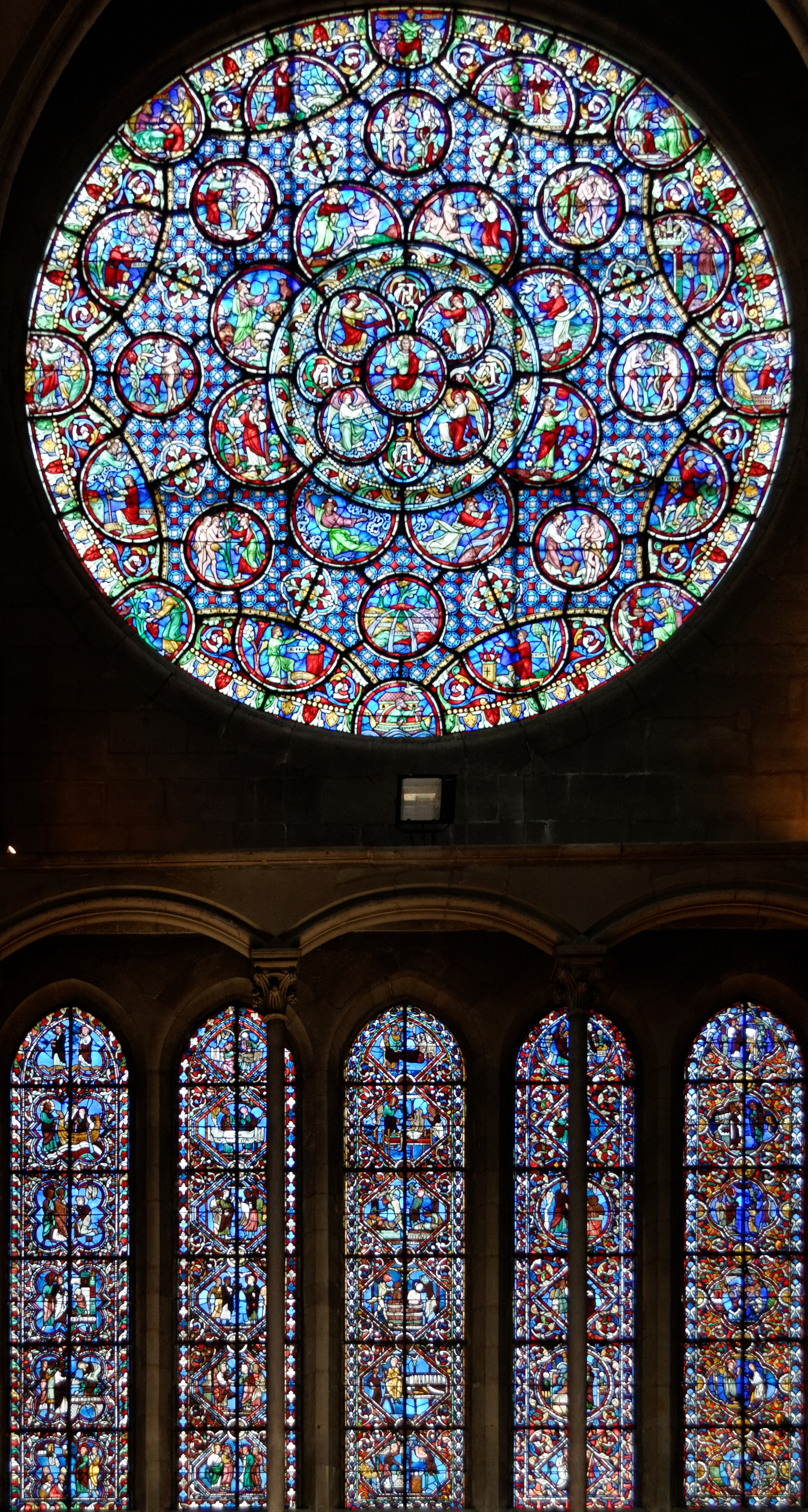
Le transept nord
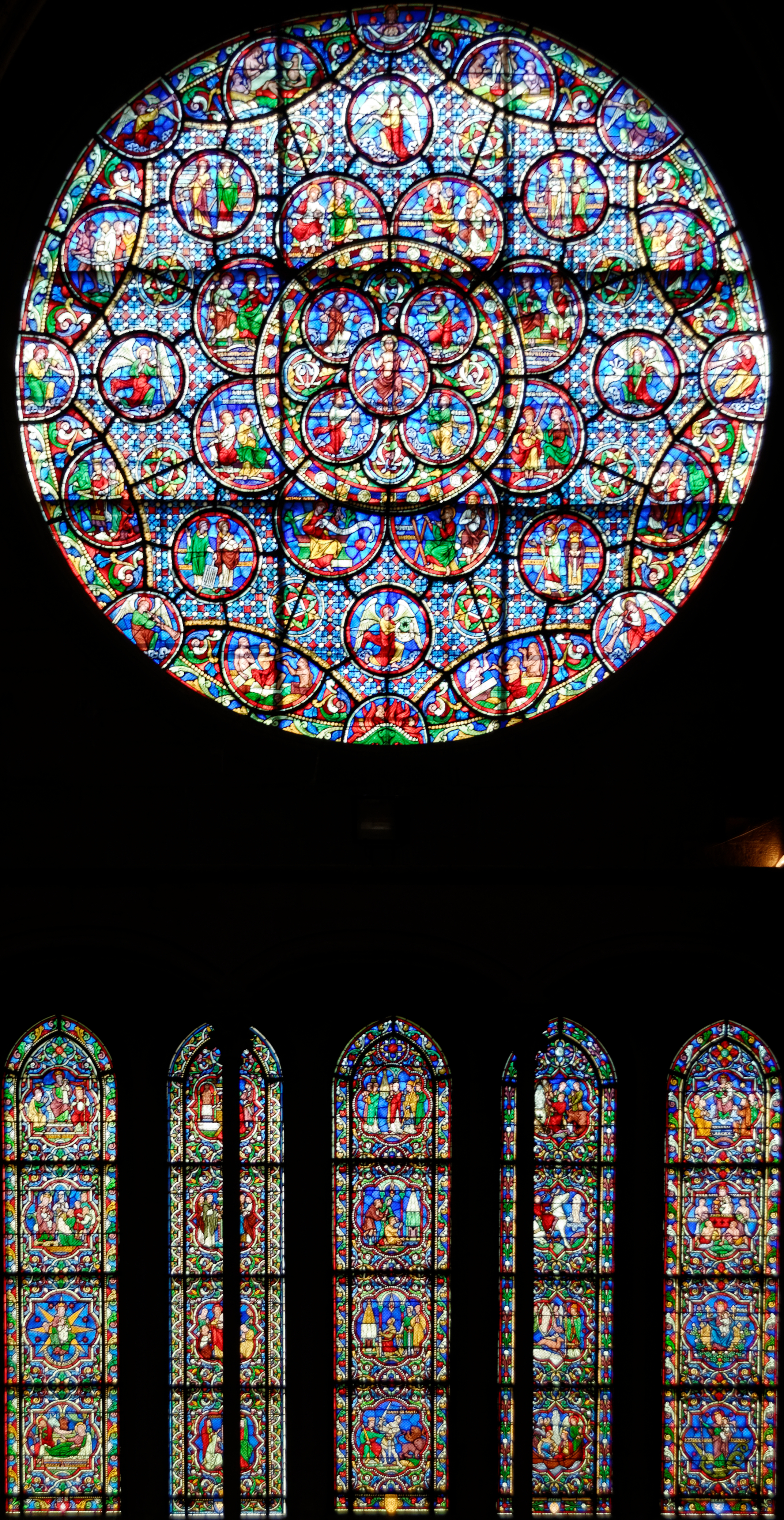
Le transept sud
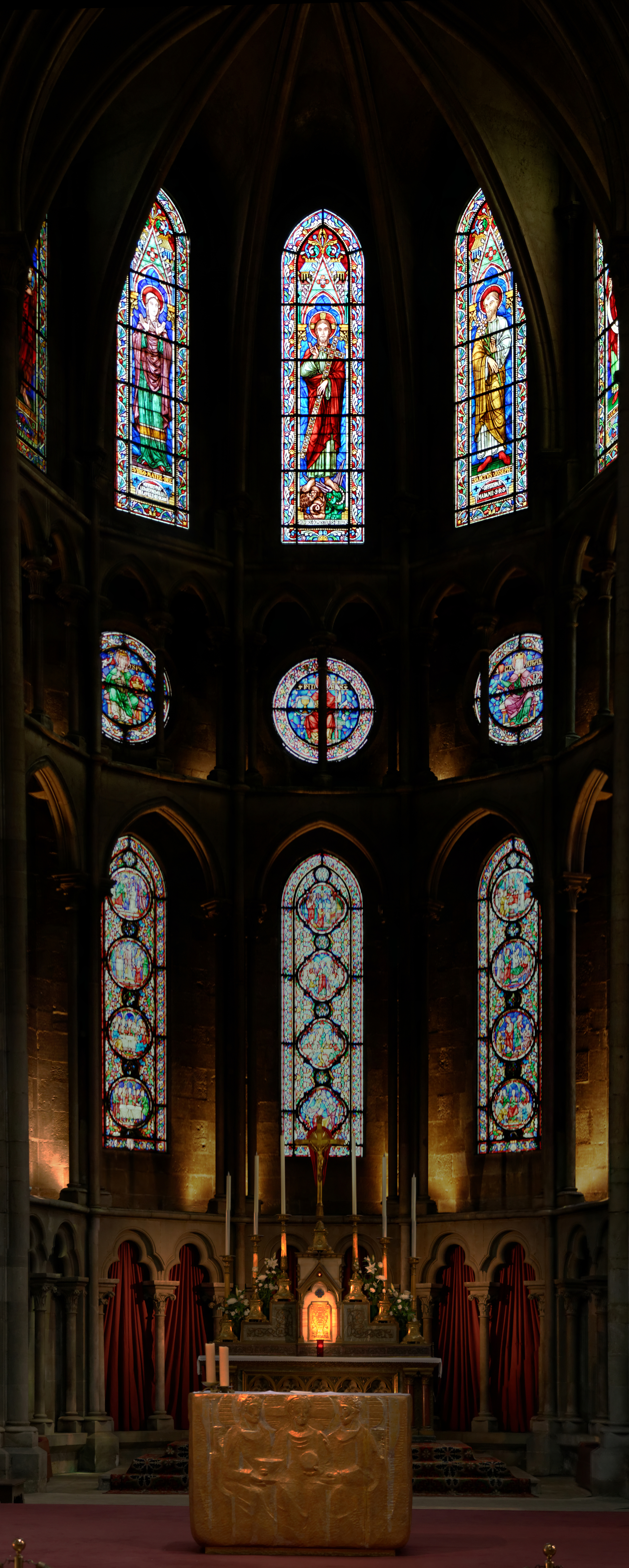
L'abside
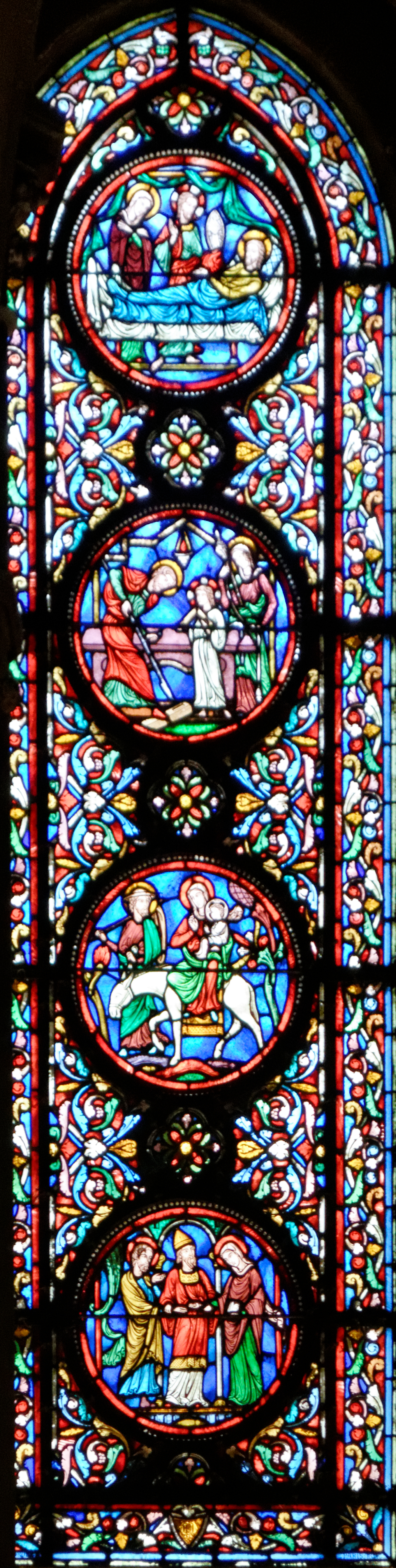
Absidiole nord, vitrail 2
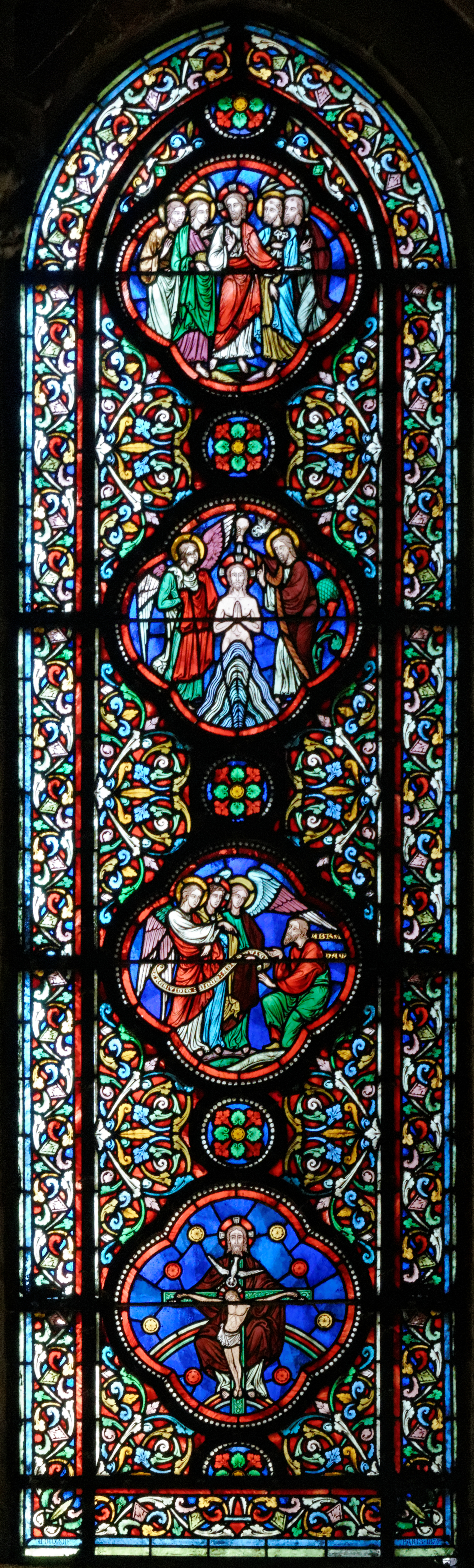
Absidiole nord, vitrail 3
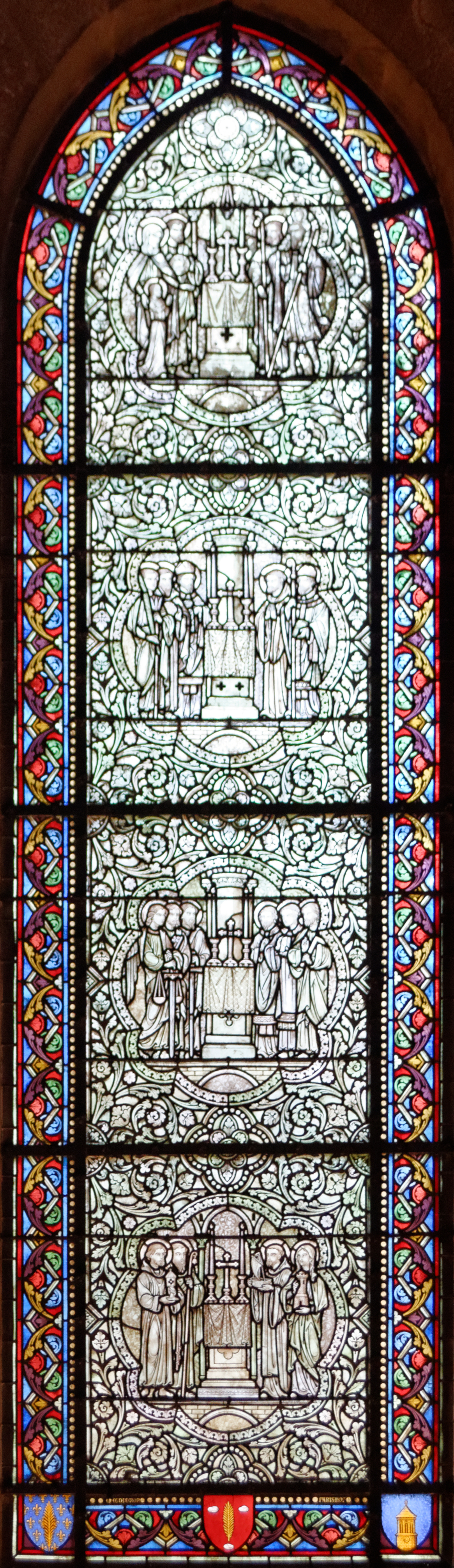
Transept nord, vitrail en grisaille
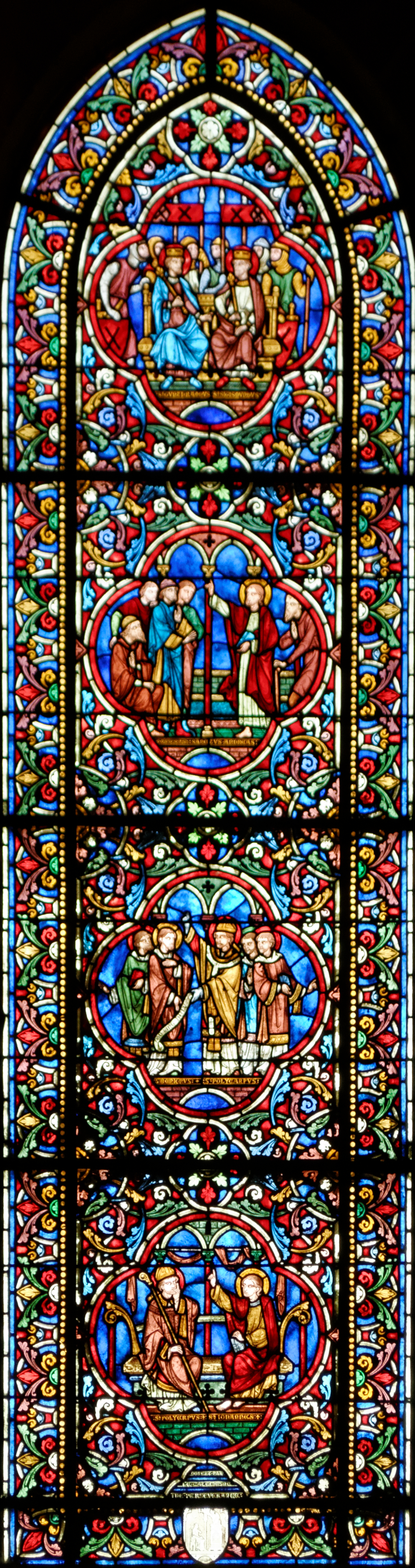
Collatéral nord, vitrail 1
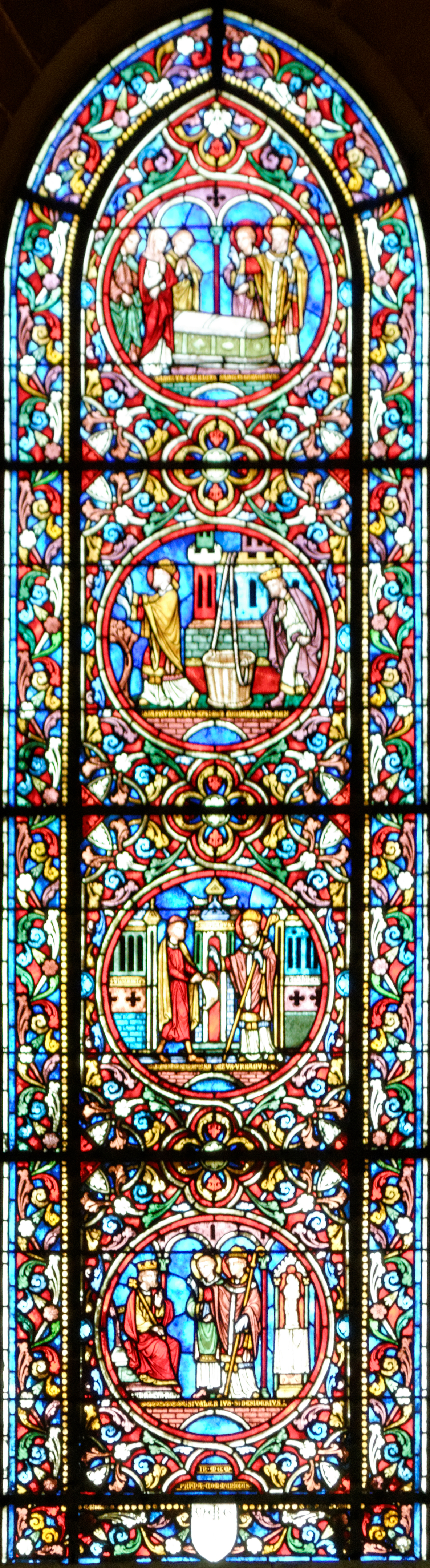
Collatéral nord, vitrail 2
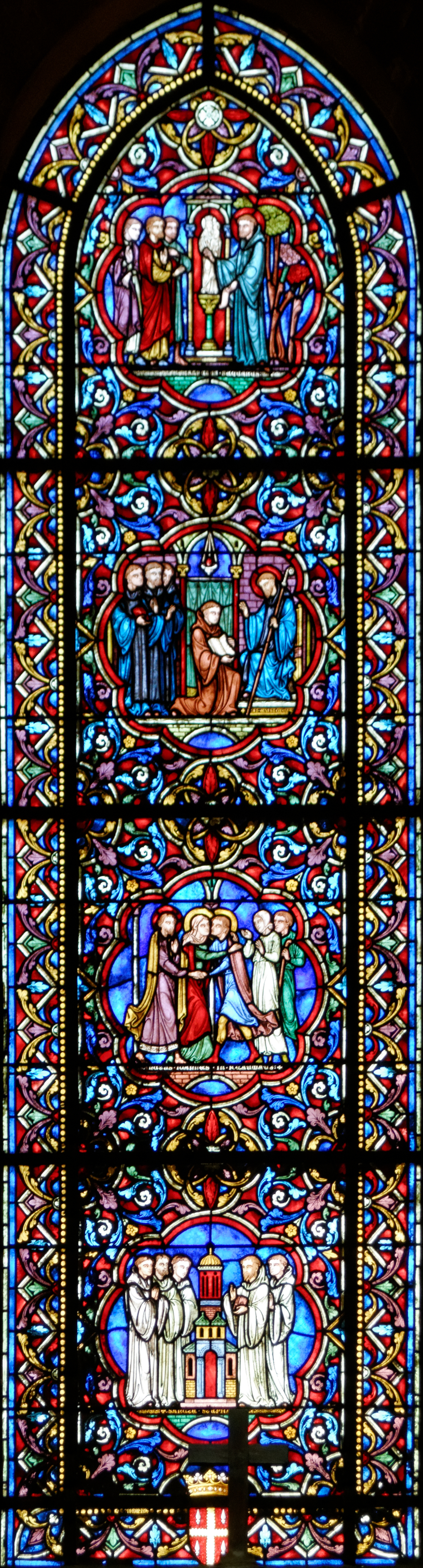
Collatéral nord, vitrail 3
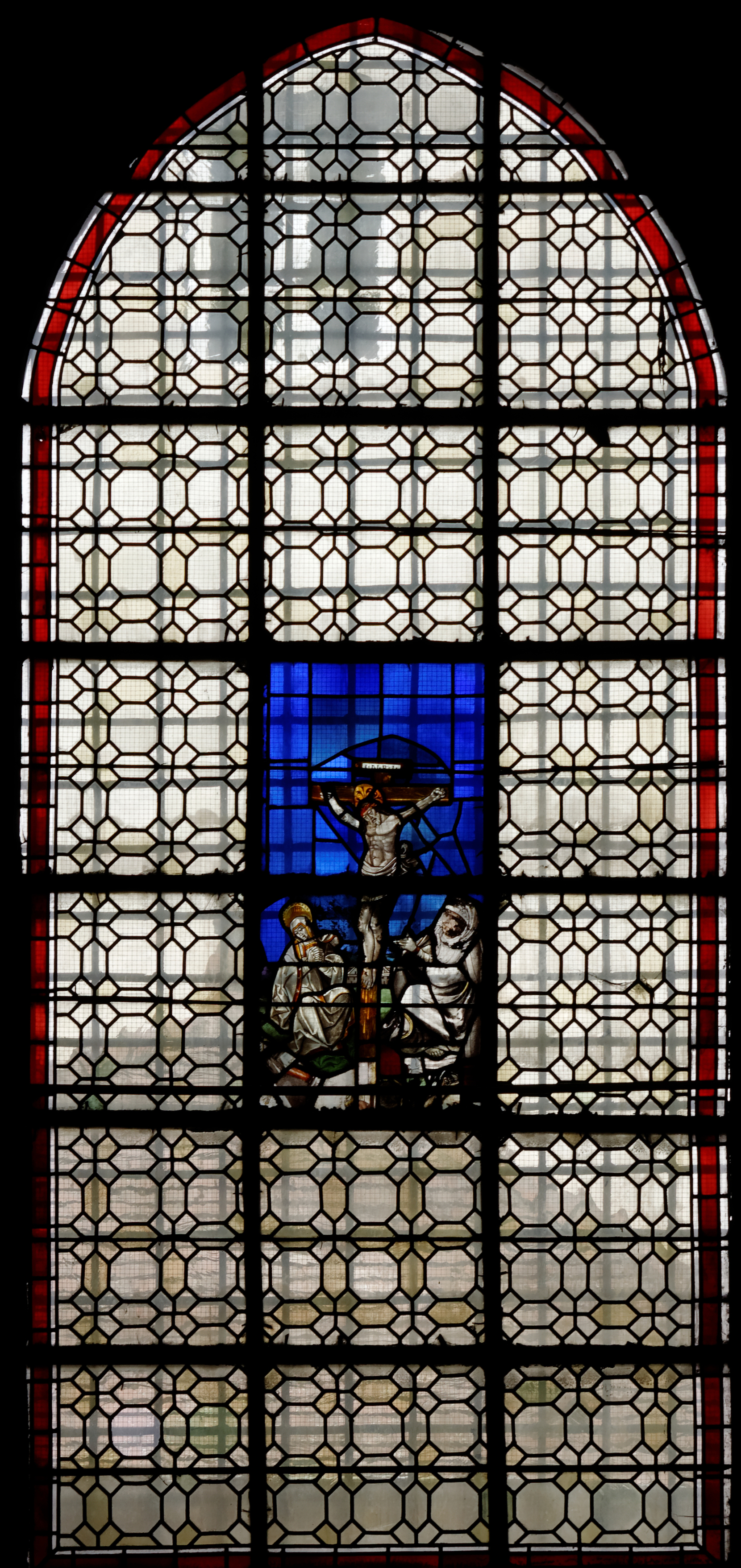
Collatéral nord, vitrail de la chapelle de la Réconciliation
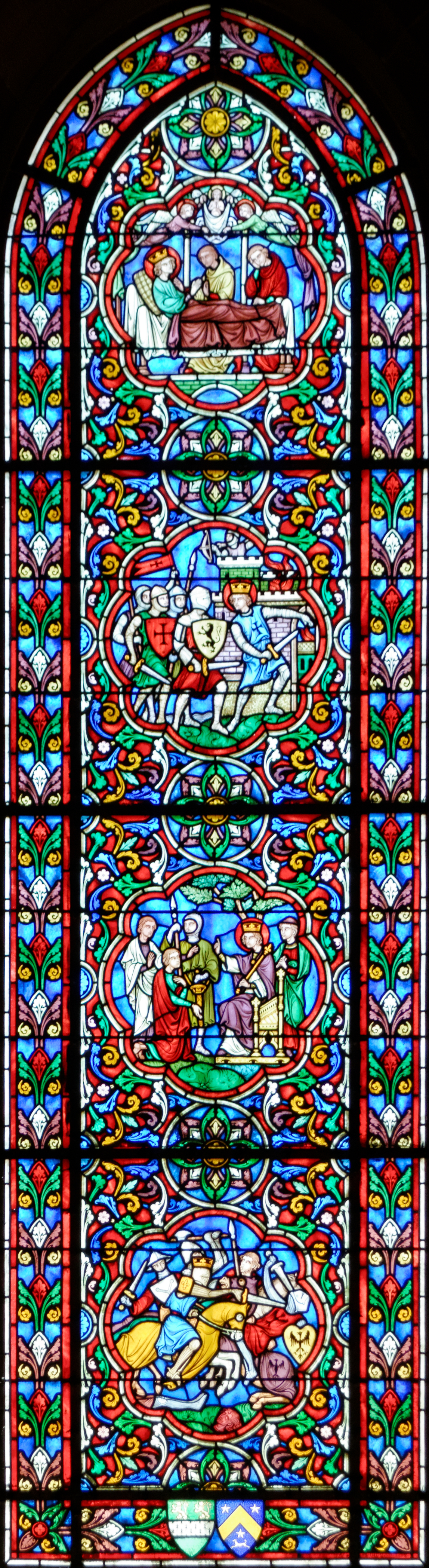
Collatéral nord, vitrail 5
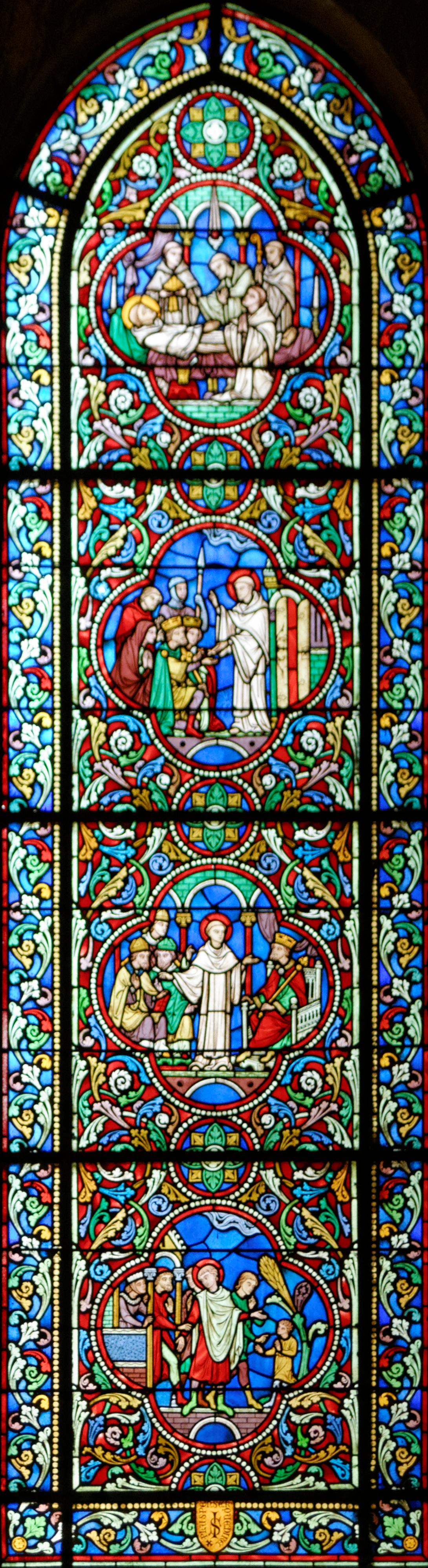
Collatéral nord, vitrail 6
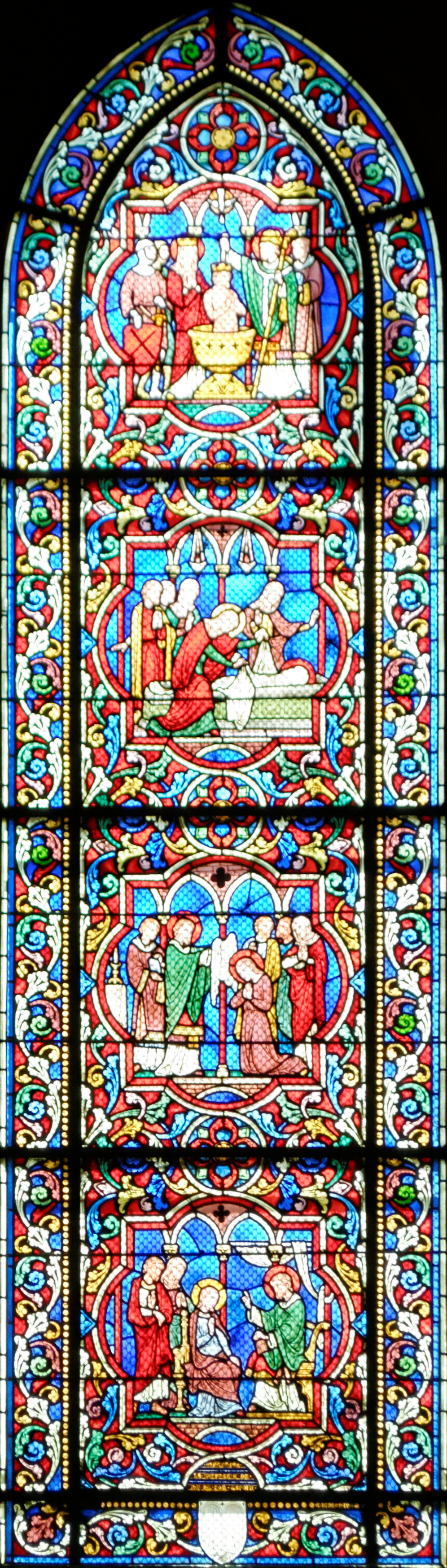
Collatéral sud, vitrail 1
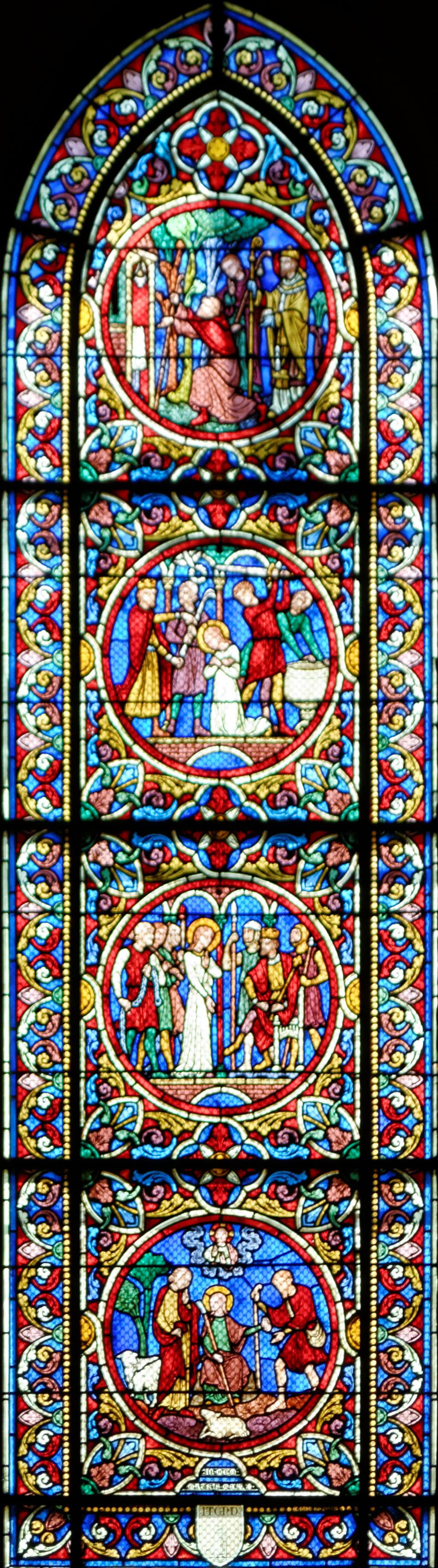
Collatéral sud, vitrail 2
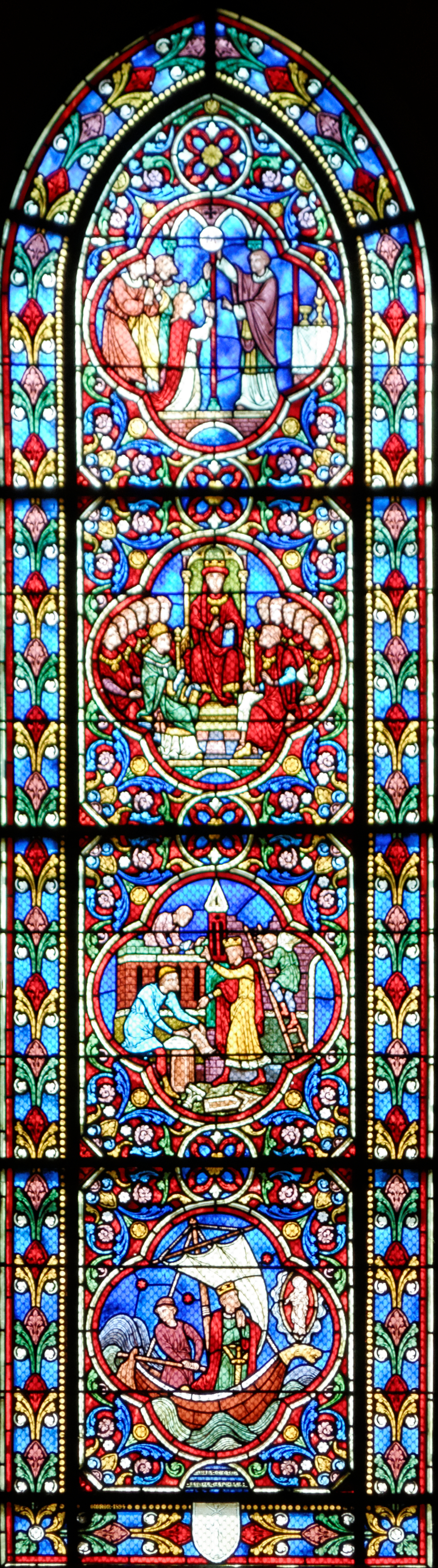
Collatéral sud, vitrail 3
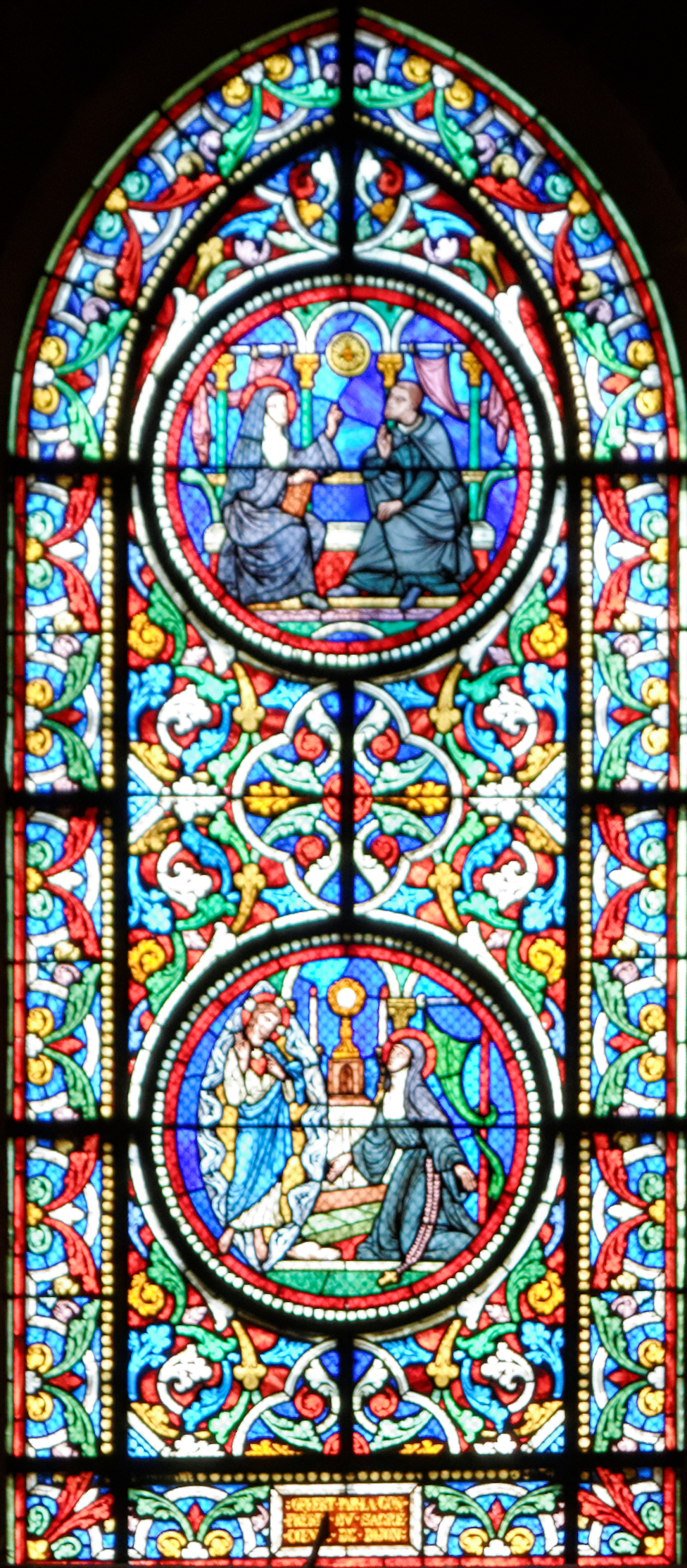
Collatéral sud, vitrail 4
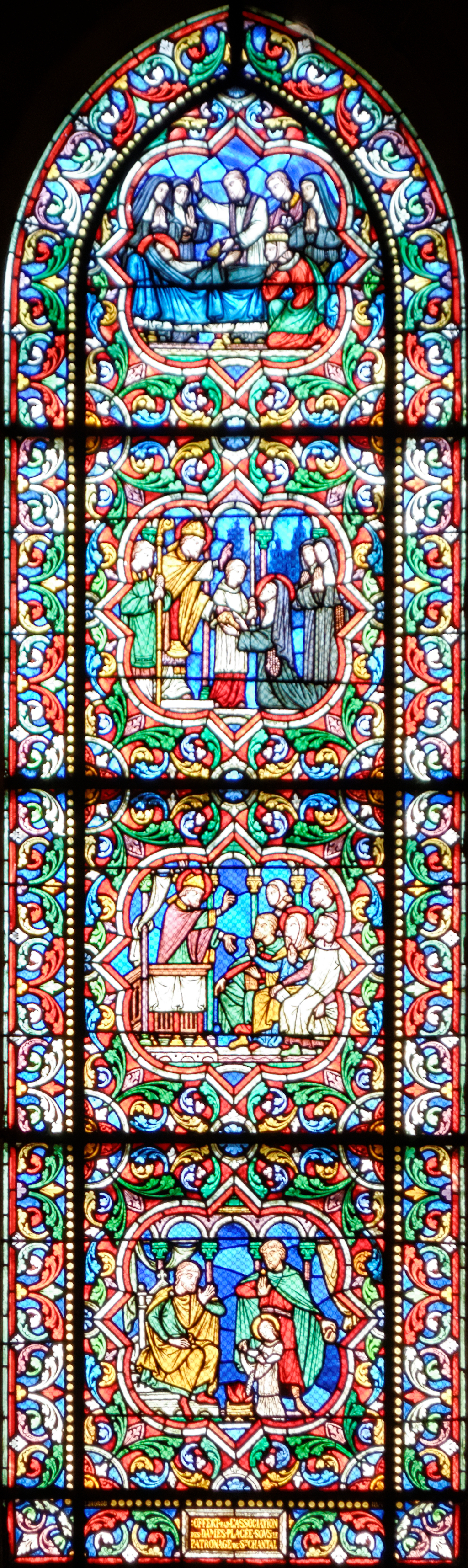
Collatéral sud, vitrail 5
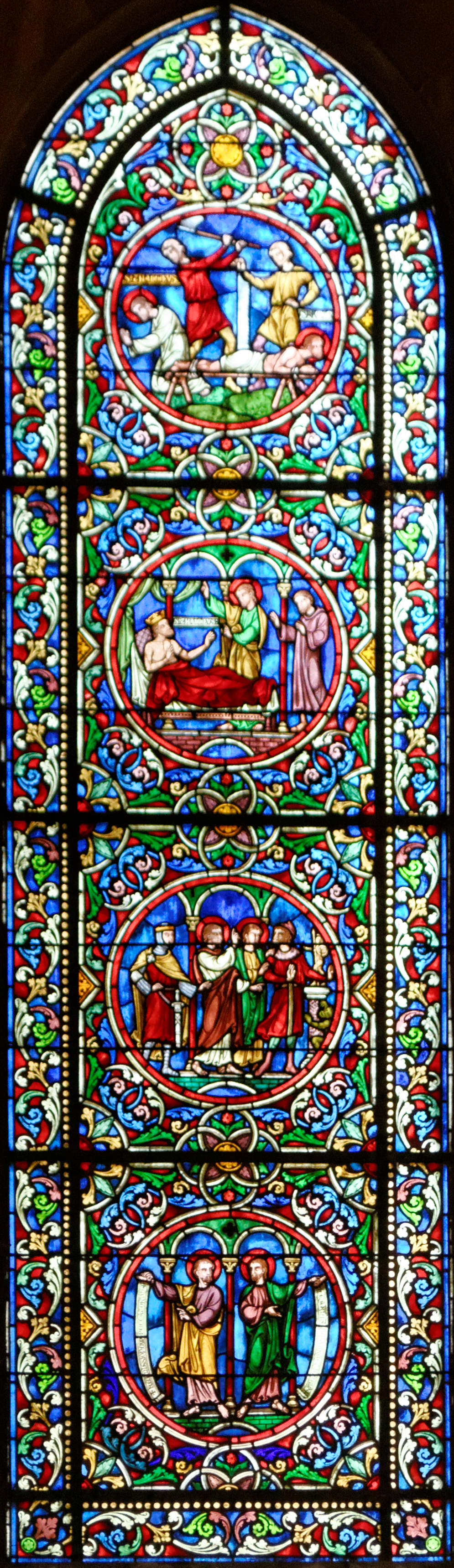
Collatéral sud, vitrail 6
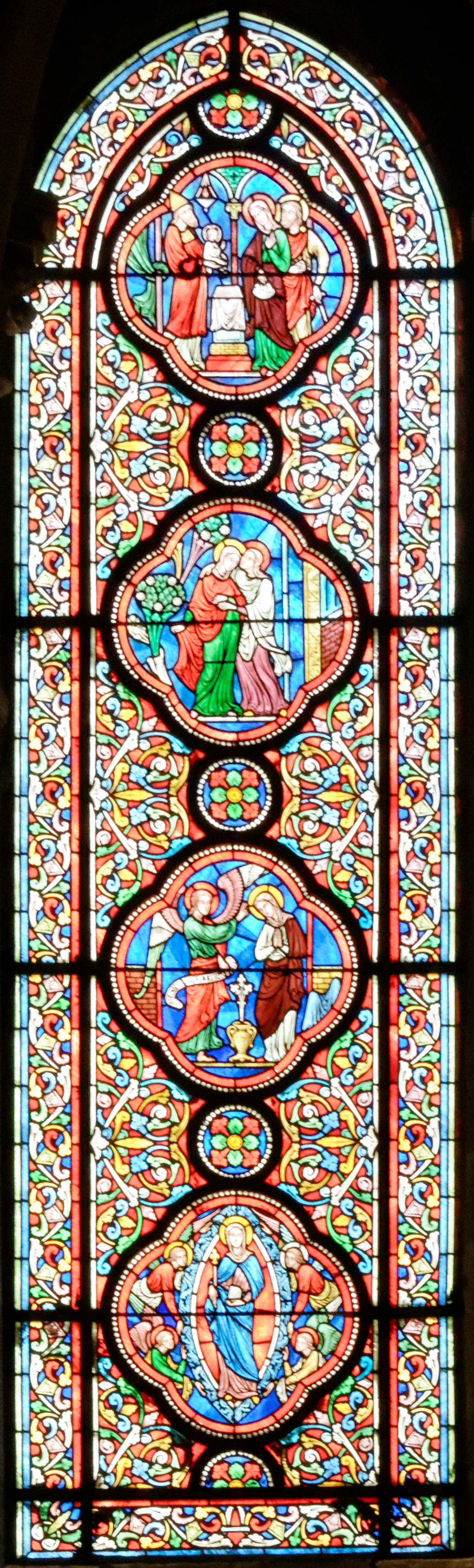
Absidiole sud, vitrail 1
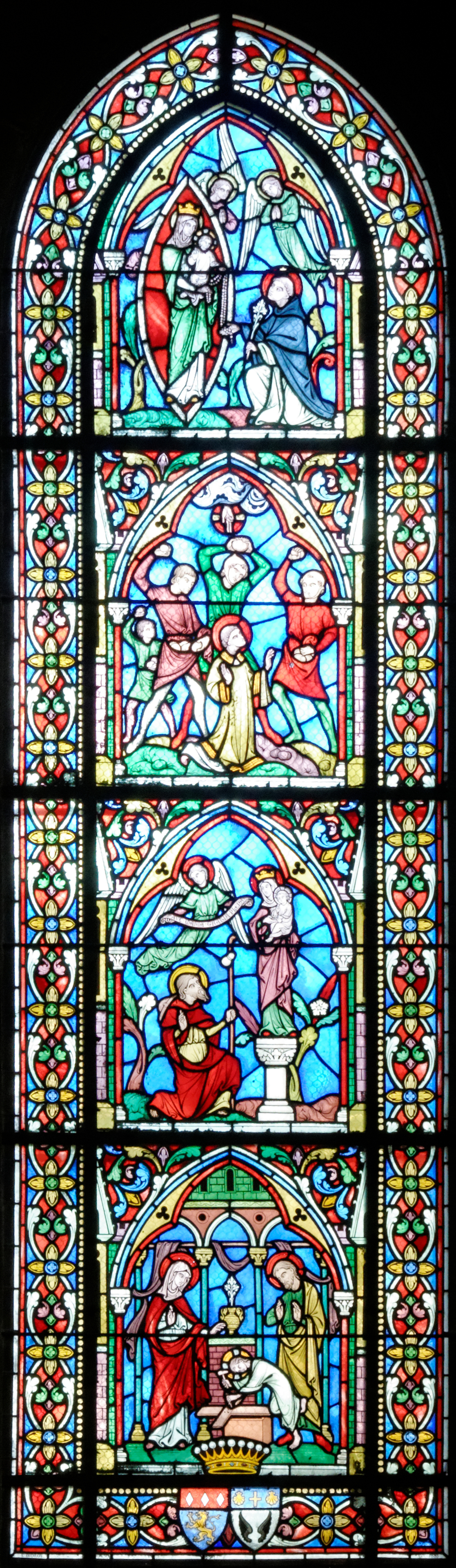
Transept sud, vitrail à gauche
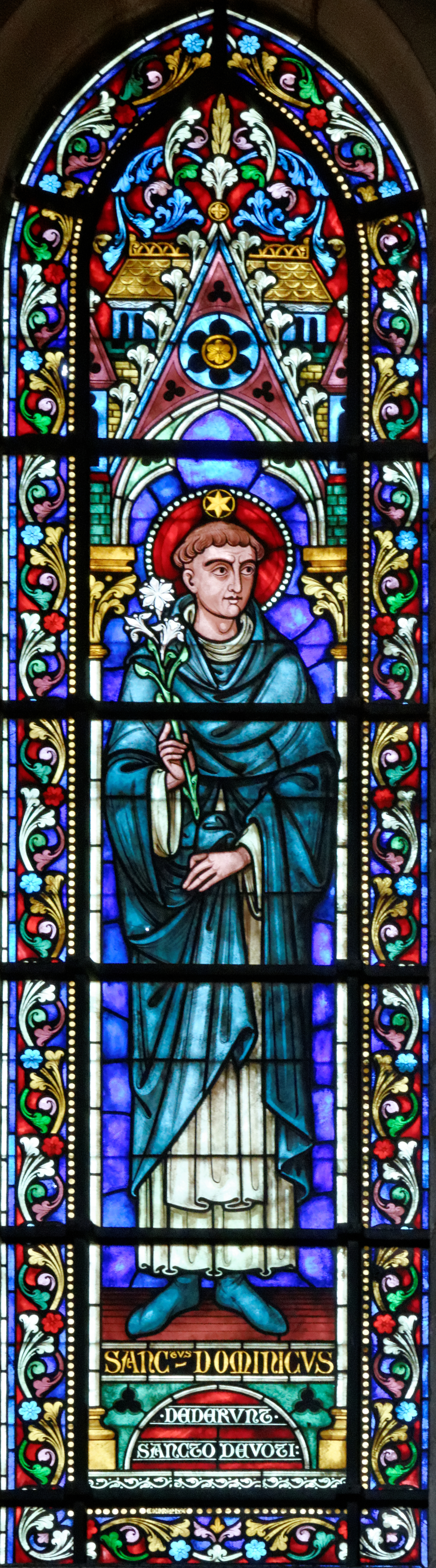
Bras nord du transept, saint Dominique
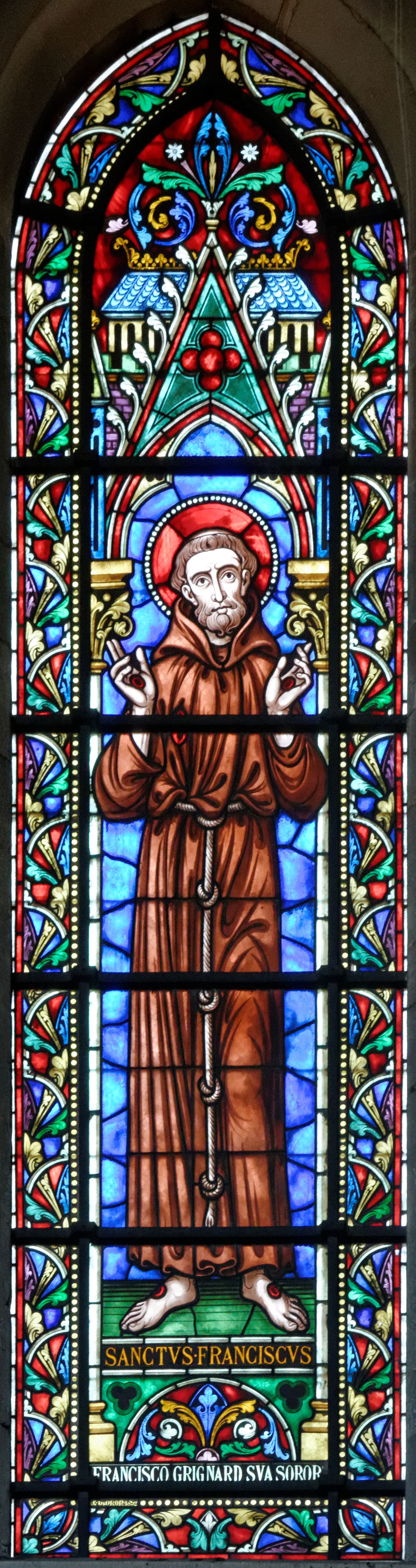
Bras nord du transept, saint François d'Assise
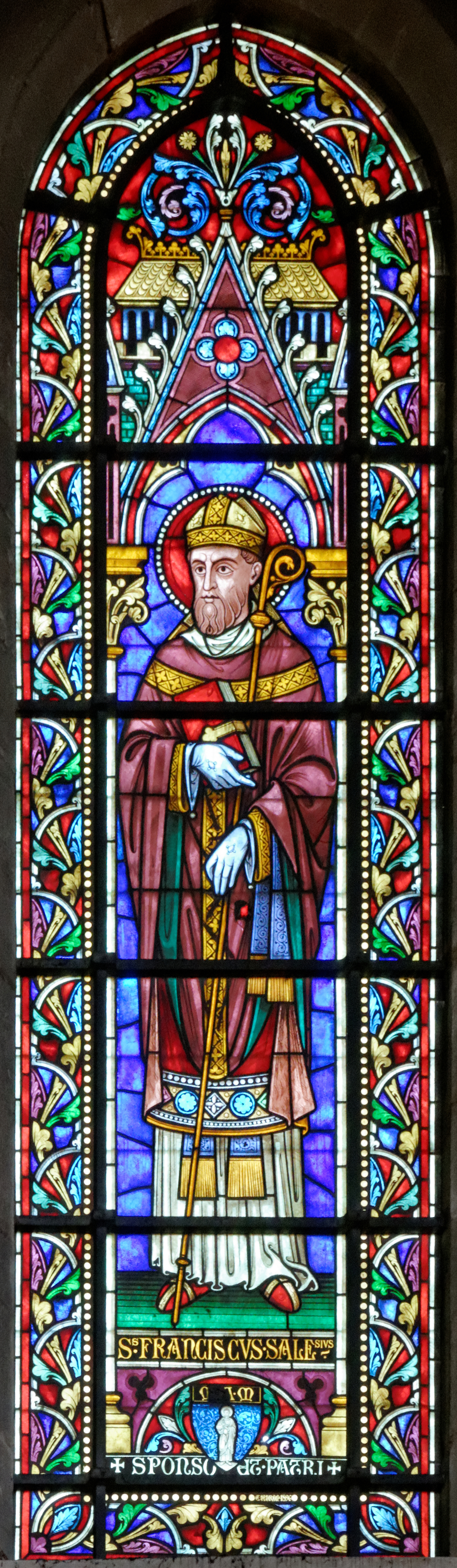
Bras sud du transept, saint François de Sales
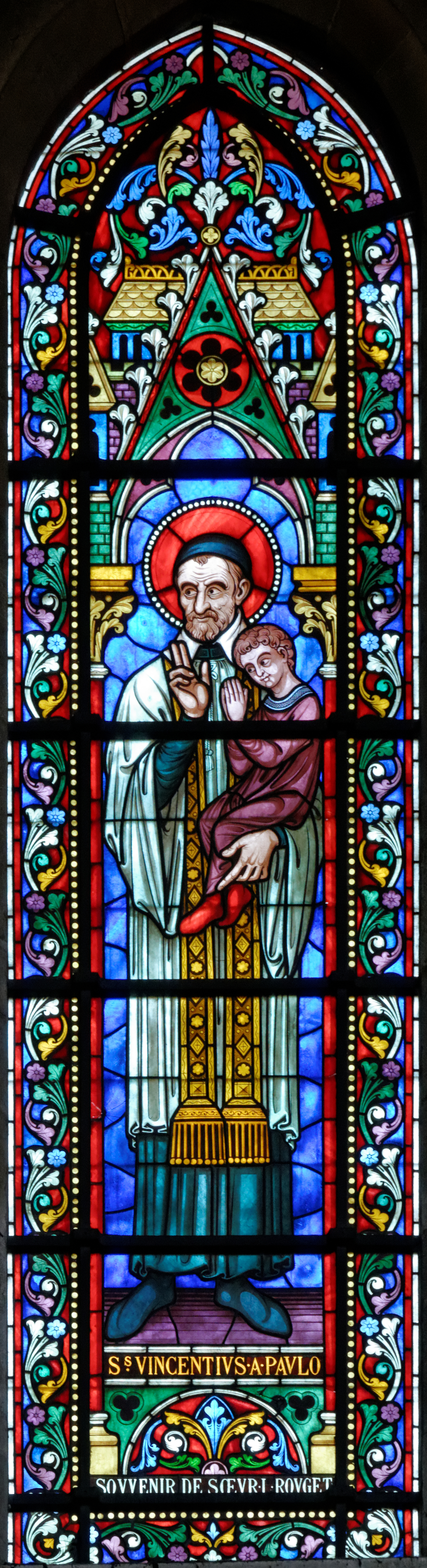
Bras sud du transept, saint Vincent de Paul

## La statue de Notre-Dame de Bon-Espoir

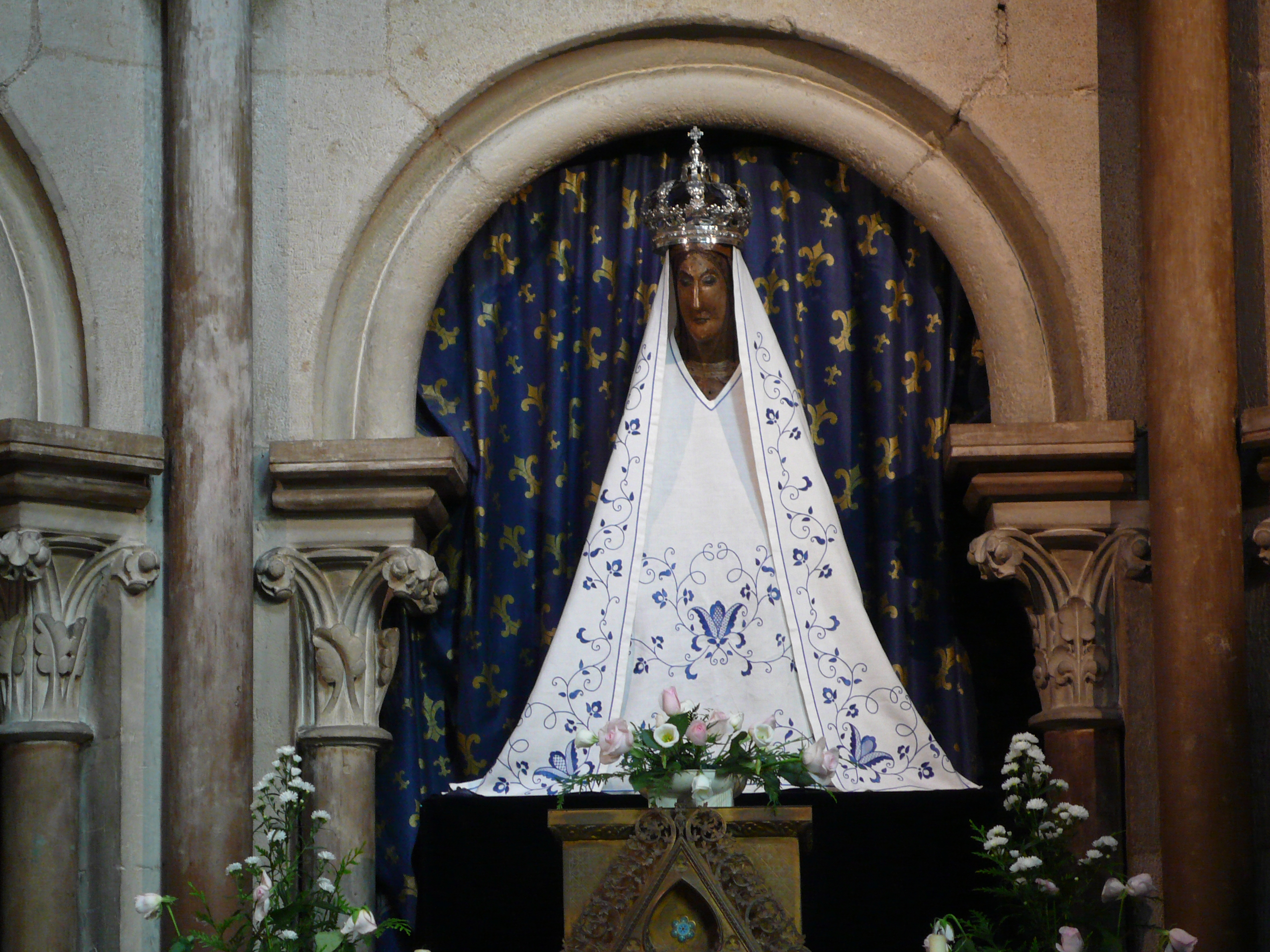
Notre-Dame de Bon-Espoir habillée d'une de ses parures, en 2007

Dans l'absidiole sud de l'église est exposée, au-dessus d'un autel d'orfèvrerie, la statue en bois appelée Notre-Dame de Bon-Espoir. Datant du XIe ou du XIIe siècle, cette statue de la Vierge est considérée comme l'une des plus anciennes de France. Il s'agissait à l'origine d'une Vierge assise sur un trône, tenant l'enfant Jésus sur ses genoux. Le siège a été supprimé anciennement et le dos de la statue a été scié et remplacé par un morceau de bois. L'enfant Jésus a disparu à la Révolution française, en 1794. Notre-Dame de Bon-Espoir avait déjà perdu ses deux mains au XVIIIe siècle. En revanche, son visage est presque entièrement indemne.
Depuis plusieurs siècles, la statue a été souvent présentée couronnée et habillée d'une robe. À partir de 1959, il fut décidé de ne pas toujours la couvrir de parures, afin que chacun puisse voir complètement cette statue.
À l'origine, les vêtements sculptés de la Vierge portaient une polychromie romane et son visage une couleur bistre clair à peine plus sombre que le teint naturel. Au XVIe ou au XVIIe siècle, la statue fut peinte en noir, pour une raison inconnue. En 1945, cette couche de peinture fut retirée, révélant la polychromie d'origine. Cependant, une légère teinte noire fut appliquée sur le visage seul, pour ne pas rompre avec la tradition.
Depuis l'enlèvement définitif, en 1963, de cette teinte noire qui recouvrait le visage, la statue ne peut plus être considérée comme une Vierge noire, puisqu'elle porte sa polychromie romane d'origine. On peut écrire qu'elle est une ancienne Vierge noire. Elle est connue sous le nom de Notre-Dame de Bon-Espoir. Au XVe siècle, les Dijonnais appelaient cette image de la Vierge « Notre-Dame de l'Apport », c'est-à-dire « du marché ». Le nom de « Notre-Dame de l'Espoir » existait également. Il prévalut à partir de la délivrance de Dijon en 1513, et devint au XVIIe siècle Notre-Dame de Bon-Espoir (avec deux traits d'union), et non Notre-Dame du Bon-Espoir, qui n'a jamais existé.

### Le siège de Dijon de 1513

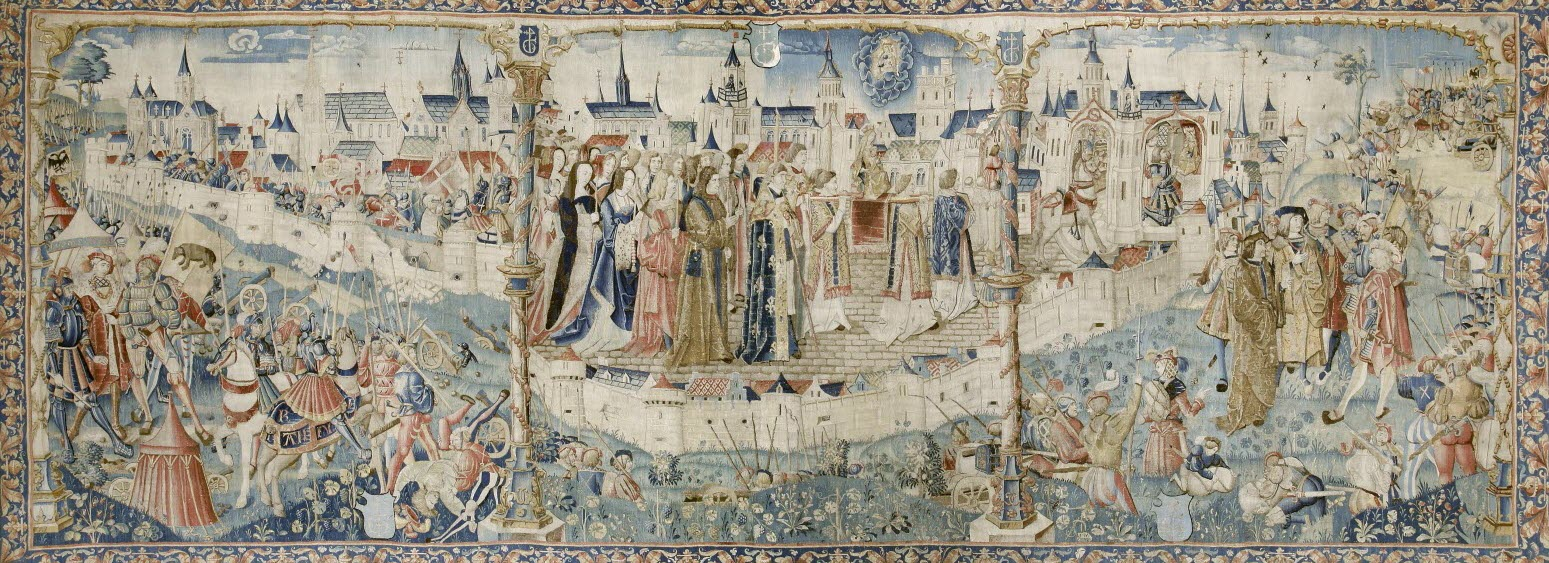
Le Siège de Dijon par les Suisses en 1513

On attribue à Notre-Dame de Bon-Espoir plusieurs miracles. En septembre 1513, les armées suisses assiégeaient et bombardaient Dijon, dont la situation semblait désespérée. Le 11 septembre, des Dijonnais firent, dans le quartier de Notre-Dame, une procession au cours de laquelle ils portèrent la statue de la Vierge. Deux jours plus tard, le 13 septembre 1513, les Suisses levèrent le camp de manière inattendue. Les Dijonnais virent dans cette libération l'intervention de la Vierge. Une tapisserie, Le Siège de Dijon par les Suisses en 1513, fut tissée vers 1515 pour commémorer l'évènement. Elle orna Notre-Dame jusqu'à la Révolution, époque à laquelle elle fut vendue. Le maire de Dijon la racheta en 1803 et la déposa à l'hôtel de ville, d'où elle passa en 1832 au musée des beaux-arts de Dijon, où elle est exposée.
En septembre 1944, Dijon était occupé par l'armée allemande, qui semblait vouloir résister à l'avancée des troupes françaises. Le 10 septembre, lors d'une cérémonie à Notre-Dame, l'évêque de Dijon demanda publiquement à Notre-Dame de Bon-Espoir de protéger la ville des ravages redoutés. Dans la nuit du 10 au 11 septembre, les Allemands quittèrent Dijon, et les Français y entrèrent le 11, jour anniversaire de la procession de 1513. À nouveau, les croyants y virent un miracle. À l'initiative de particuliers dijonnais, une tapisserie évoquant les deux délivrances de 1513 et de 1944 fut commandée à Dom Robert. Confectionnée de 1946 à 1950 à la manufacture des Gobelins, elle prit place en 1950 à Notre-Dame, où elle est actuellement exposée sous l'orgue.

## L'orgue
Un premier orgue existait sur la tribune dès le XVIe siècle. Jean-Philippe Rameau (1683-1764) joua sur cet instrument de 1709 à 1713. En 1874, la restauration de la tribune nécessita le démontage de l'orgue. Un nouvel instrument fut construit en 1893 et inauguré en 1895. Sa partie mécanique et sonore, réalisée par le facteur dijonnais d'origine belge Jean-Baptiste Ghys, est installée dans un buffet pré-romantique néogothique.

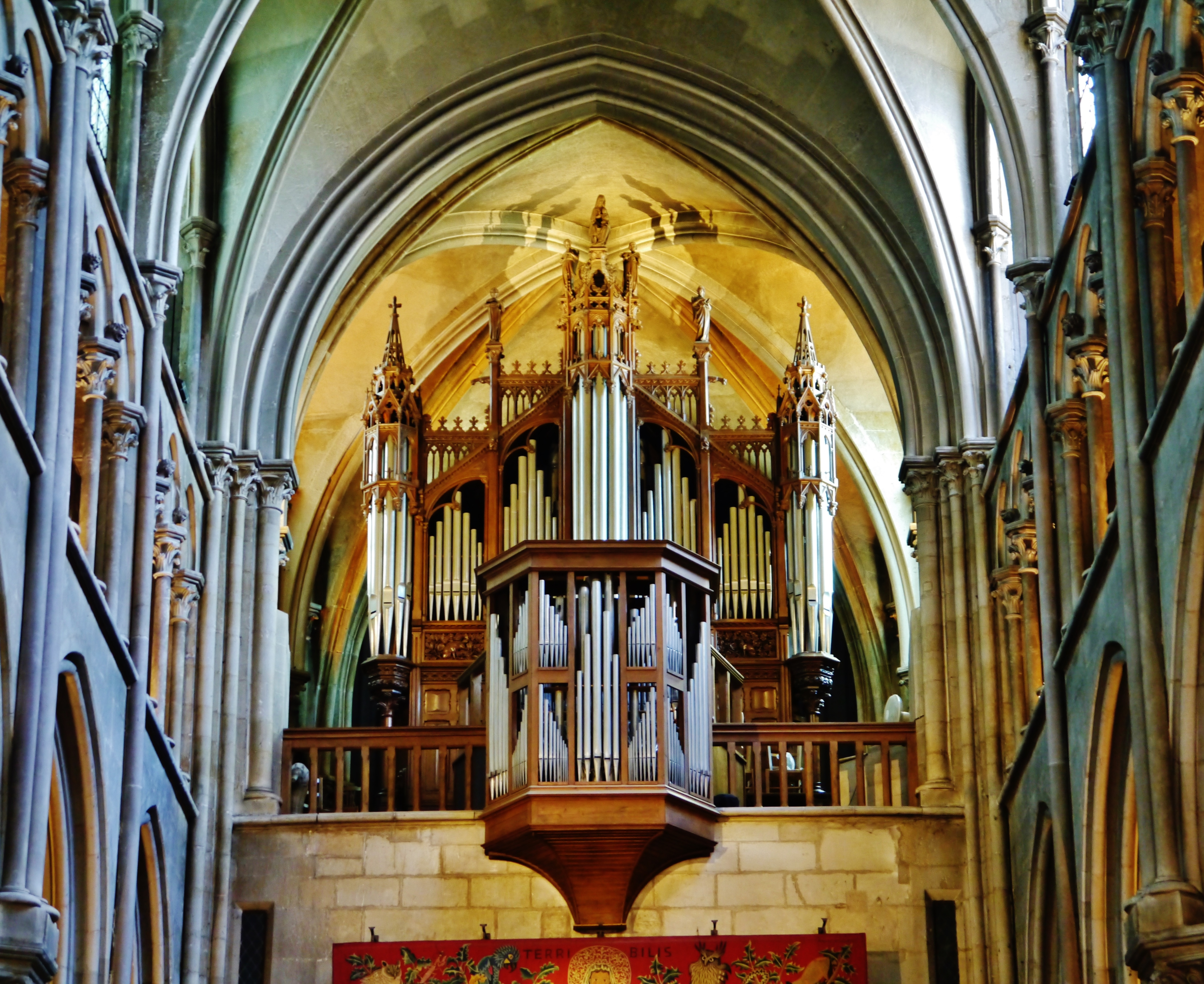
L'orgue

## La chouette

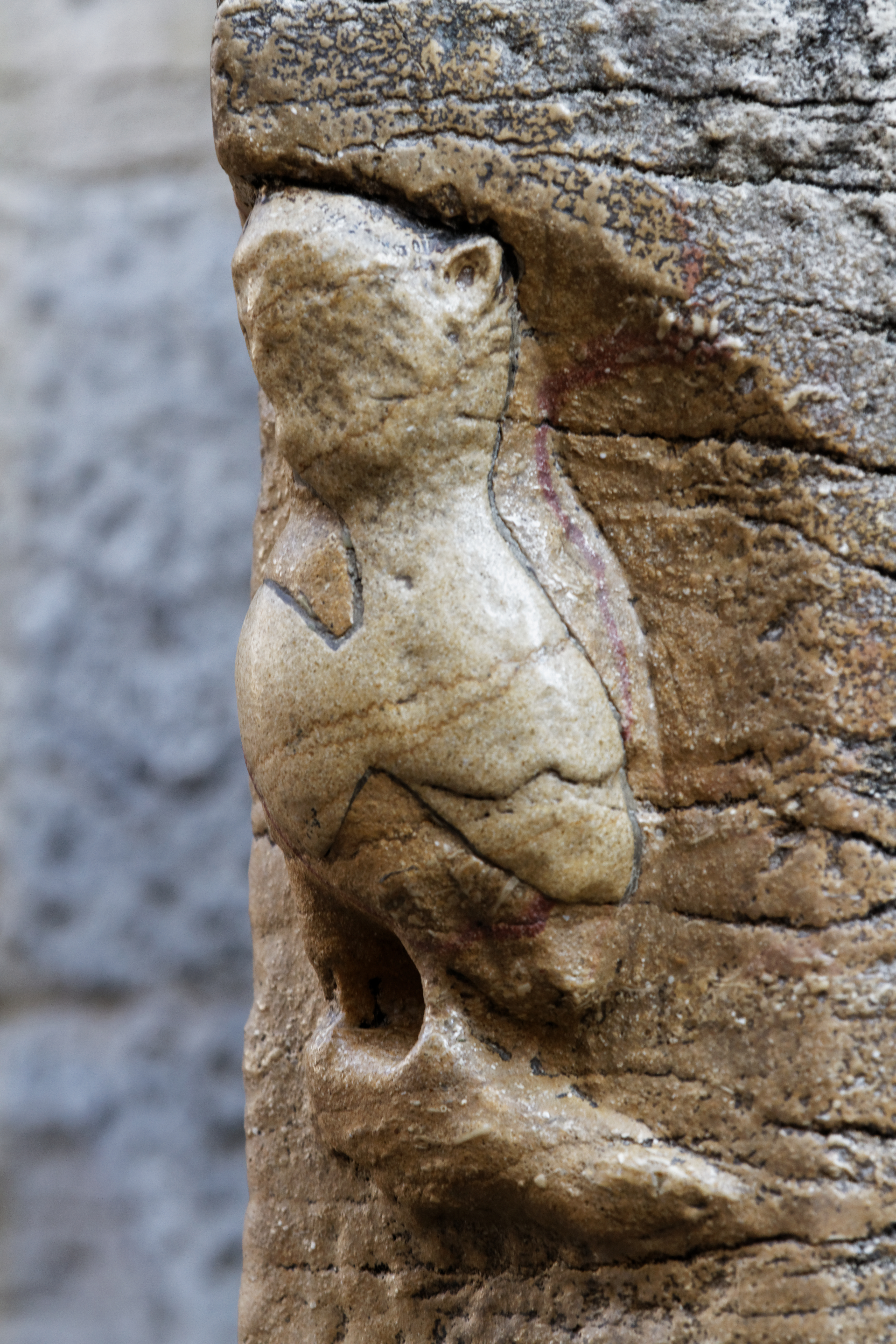
La chouette après 2001.

Dans la rue de la Chouette, voie piétonne qui longe le côté nord de l'église et le chevet, une pierre du contrefort d'une chapelle de Notre-Dame porte une sculpture que les Dijonnais appellent « la chouette ». Perchée à environ 1,80 m du sol, elle mesure 35 cm de haut. Elle est d’une facture assez sommaire, représentant le corps trapu d'un oiseau en moyen relief poli par les ans. Ne figurent ni plumes, ni ailes, ni yeux, ni bec, ni quelconques détails autres que de fines aigrettes de chaque côté de sa tête,.
La rue « Derrière Notre-Dame » apparaissant sous le nom « rue de la Chouette » sur un plan de 1759 et un manuscrit de l’église datant de la Révolution faisant état de « restes de la sculpture d’un oiseau qui paraissent avoir représenté une chouette » suggèrent que son culte date au moins du Moyen Âge ; un culte païen qui se serait développé en contradiction avec les principes catholiques refusant l'adoration d'idoles,. Au XXIe siècle, la chouette représente un symbole populaire très important de la ville de Dijon,.
Sa signification est inconnue. Pour certains, la chouette pourrait être une signature laissée là par un tailleur de pierre nommé Chouet. Ce qui est sûr, c'est qu'elle n'est pas la signature de l'architecte de l'église, car cet oiseau est sculpté sur une chapelle élevée à la fin du XVe ou au début du XVIe siècle, soit plusieurs siècles après la construction de Notre-Dame. Pour d'autres, avec ses aigrettes, cette sculpture pourrait représenter un hibou grand duc en hommage au duché de Bourgogne.
La chouette est très usée à cause d'une pratique superstitieuse ancienne qu'elle suscite : Dijonnais et touristes ont coutume de la caresser, de la main gauche, en espérant que le vœu qu'ils formulent soit exaucé à condition de ne pas croiser au même moment le regard de la salamandre, autre sculpture située un peu plus haut sur le mur et qui pourrait alors annuler l’enchantement. Les attouchements successifs au cours du temps ont entraîné le fait que seule subsiste la forme générale, la plupart des détails de la sculpture ayant depuis longtemps disparu,.
Le 5 janvier 2001, un vandale a porté à la chouette plusieurs coups de marteau. Cette dégradation suscita l'émotion des Dijonnais. Plutôt que de laisser la chouette en l'état ou de remplacer le bloc de pierre sur lequel elle était sculptée, il fut décidé d'en réparer les cassures. Un moulage de la chouette avait été réalisé en 1988 par un statuaire mouleur du Louvre. Il servit de modèle à la réparation, qui consista à incruster un fragment de pierre, ensuite patiné. Ce travail s'accomplit fin janvier et début février 2001. Depuis cet incident, un système de vidéosurveillance a été mis en place afin de prévenir toute récidive. La chouette restaurée a été inaugurée officiellement le 12 mai 2001.

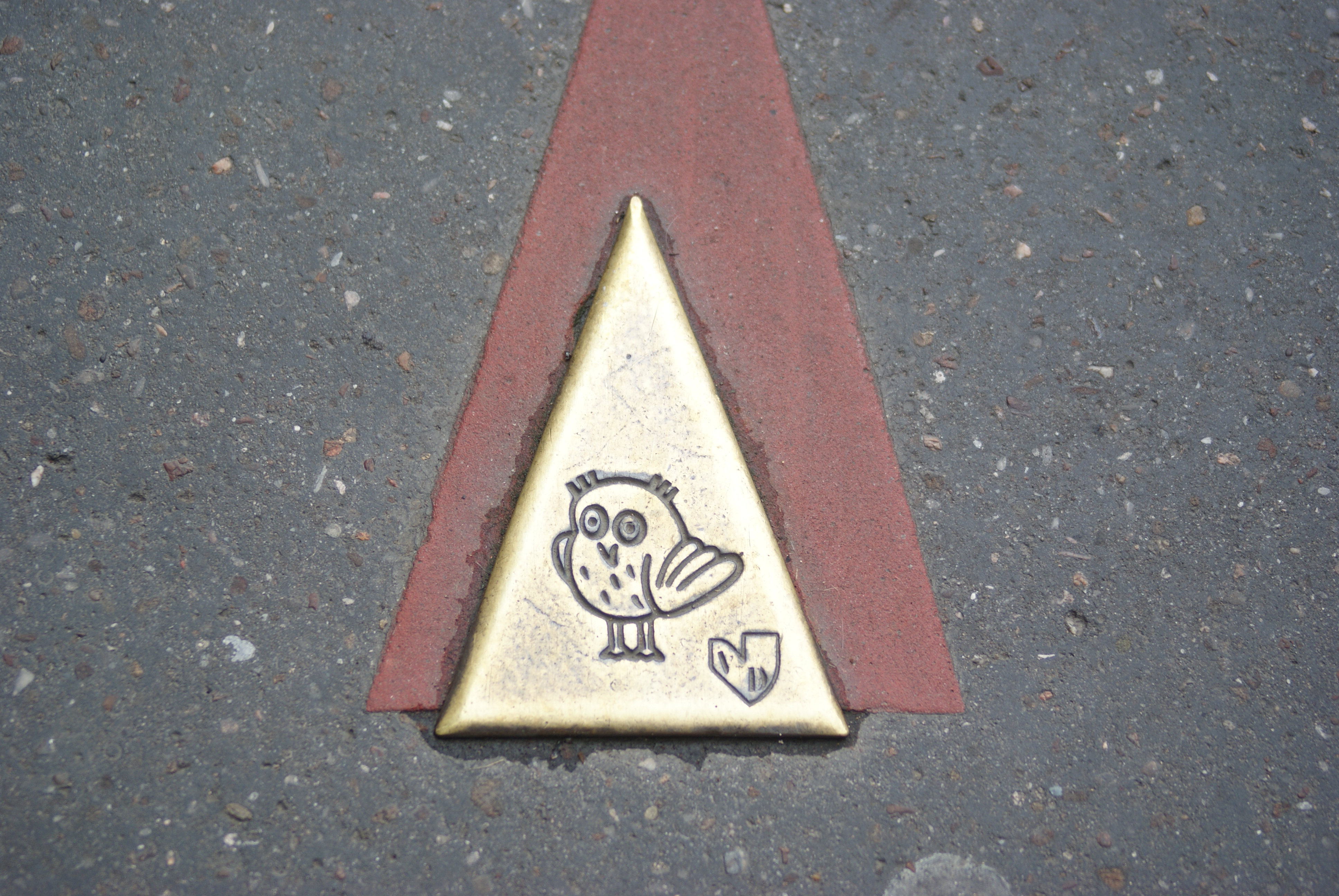
Dessin représentant la chouette du circuit touristique mis en place par l'office du tourisme.

Ces péripéties n'ont fait qu'accroître la popularité de cette sculpture à Dijon. L'office de tourisme l'a choisie en 2001 comme symbole du Parcours de la Chouette, circuit touristique piétonnier qui fait le tour du centre historique avec un marquage au sol constitué de nombreuses flèches, et, devant les principaux monuments, vingt-deux plaques carrées, portant une chouette gravée. Ce symbole de la ville est ainsi décliné en de nombreux cadeaux souvenirs allant de sa reproduction fidèle à des chaussettes ou des savons en passant par des peluches porte-clefs et des cartes postales.
L'animal est représenté sur le logotype de l'équipe de football dijonnaise Dijon Football Côte-d'Or depuis 1998 et en constitue la mascotte sous le nom de Lolie depuis la saison 2013-2014[réf. souhaitée].
Cette chouette donne lieu à de nombreuses productions ludiques, artistiques ou littéraires comme un conte pour enfants intitulé Le Secret de la chouette de Dijon qui remporte le prix du livre jeunesse de l'année lors du 102e congrès mondial d'espéranto en 2017 à Séoul, un livre-jeu type escape game grandeur nature dans la ville ou encore des déclinaisons picturales.